# Liste der Sparkassen in Deutschland

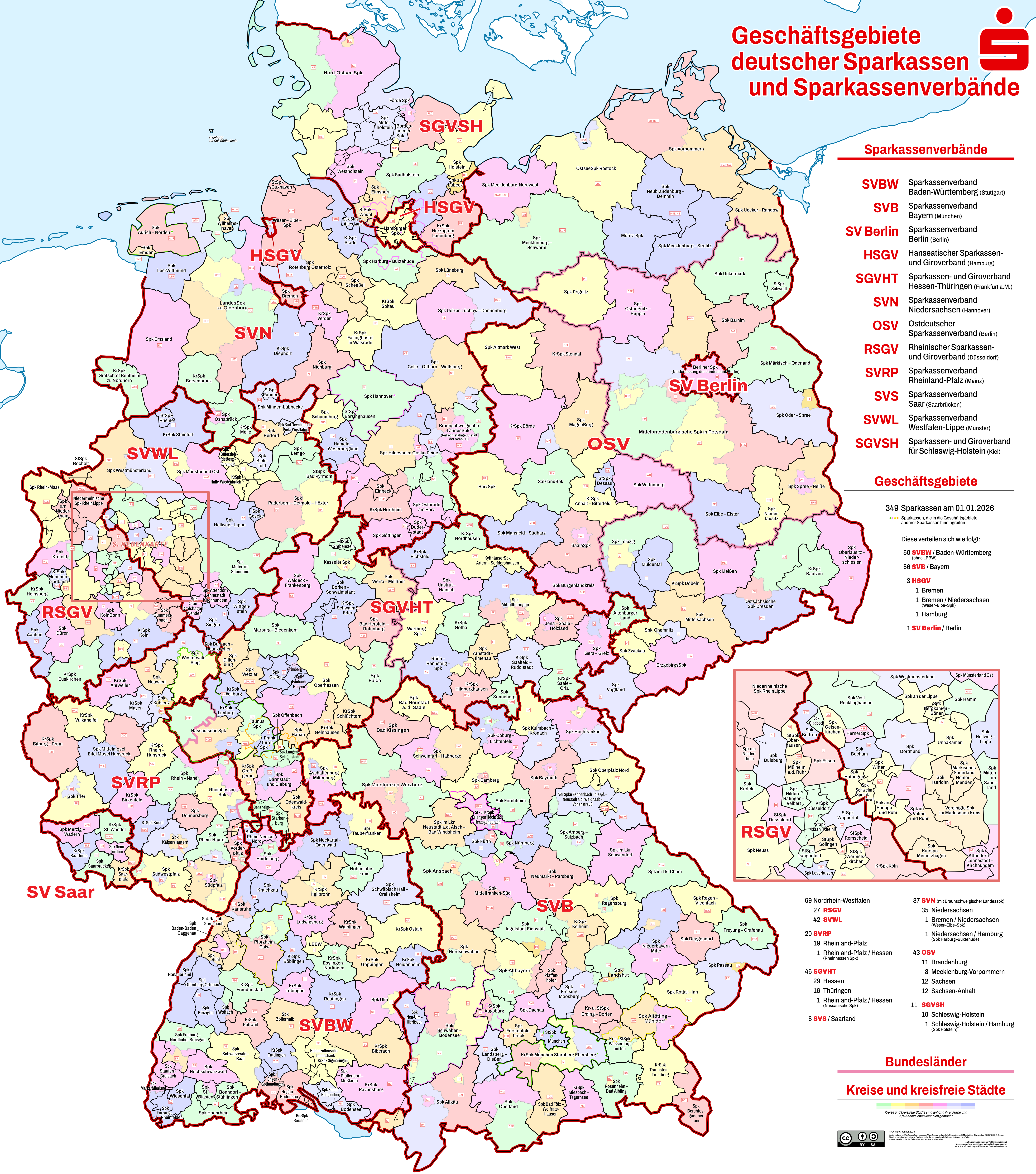
Sparkassen und Sparkassenverbände in Deutschland

Die Liste der Sparkassen in Deutschland beinhaltet bestehende und ehemalige Sparkassen in Deutschland. Zum 1. Januar 2025 gab es 343 öffentlich-rechtliche und freie Sparkassen in Deutschland. Dem Verband der Deutschen Freien Öffentlichen Sparkassen gehören zwar sechs Sparkassen an, die aus einer Fusion hervorgegangene Sparkasse Westholstein ist aber, obwohl sie dem Verband angehört, eine öffentlich-rechtliche Sparkasse.
Am 31. Dezember 2023 war die Hamburger Sparkasse (mit einer Bilanzsumme von 60,2 Milliarden Euro) die größte Sparkasse Deutschlands. Hinter ihr rangierten die Kreissparkasse Köln (29,5 Mrd. Euro), die Sparkasse KölnBonn (28,2 Mrd. Euro), die Stadtsparkasse München (23,4 Mrd. Euro) und die Frankfurter Sparkasse (22,6 Mrd. Euro). Zu den kleinsten Instituten zählten die Sparkasse Laubach-Hungen (291 Mio. Euro), die Sparkasse Battenberg (278 Mio. Euro) und die Stadtsparkasse Grebenstein (274 Mio. Euro). Die Berliner Sparkasse stellt bedingt durch die Unternehmenshistorie eine Mischform aus Landesbank und Sparkasse dar und wird deshalb in der Sparkassenrangliste nicht berücksichtigt. Mit einer Bilanzsumme von 45,45 Mrd. Euro würde sie jedoch die zweitgrößte Sparkasse Deutschlands darstellen.
Im ersten Teil dieser Liste sind alle bestehenden Sparkassen aufgeführt. Die ehemaligen Institute, die zum Beispiel durch Fusion in anderen Sparkassen aufgegangenen sind, werden im zweiten Teil aufgeführt.

## Regionalverbände
| Abkürzung  | Verband                                            | Sitz                         |
| ---------- | -------------------------------------------------- | ---------------------------- |
| RSGV       | Rheinischer Sparkassen- und Giroverband            | Düsseldorf                   |
| SVBW       | Sparkassenverband Baden-Württemberg                | Stuttgart                    |
| SVB        | Sparkassenverband Bayern                           | München                      |
| SVBerlin   | Sparkassenverband Berlin                           | Berlin                       |
| HSGV       | Hanseatischer Sparkassen- und Giroverband          | Hamburg                      |
| SGVHT      | Sparkassen- und Giroverband Hessen-Thüringen       | Frankfurt am Main und Erfurt |
| SVN        | Sparkassenverband Niedersachsen                    | Hannover                     |
| OSV        | Ostdeutscher Sparkassenverband                     | Berlin                       |
| SVRP       | Sparkassenverband Rheinland-Pfalz                  | Mainz                        |
| SVS        | Sparkassenverband Saar                             | Saarbrücken                  |
| SVWL       | Sparkassenverband Westfalen-Lippe                  | Münster                      |
| SGVSH      | Sparkassen- und Giroverband für Schleswig-Holstein | Kiel                         |
| Freie Spk. | Verband der Freien Sparkassen                      | Bremen                       |

## Bestehende Sparkassen
| Name                                                                        | Sitz                                   | Land  | Verband          | Filialen + SB | Bankleitzahl | BIC         |
| --------------------------------------------------------------------------- | -------------------------------------- | ----- | ---------------- | ------------- | ------------ | ----------- |
| Sparkasse Aachen                                                            | Aachen                                 | NW    | RSGV             | 63 (+ 12 SB)  | 390 500 00   | AACSDE33XXX |
| Kreissparkasse Ostalb                                                       | Aalen                                  | BW    | SVBW             | 34 (+ 16 SB)  | 614 500 50   | OASPDE6AXXX |
| Sparkasse Westmünsterland                                                   | Ahaus                                  | NW    | SVWL             | 55 (+ 28 SB)  | 401 545 30   | WELADE3WXXX |
| Sparkasse Altbayern                                                         | Aichach                                | BY    | SVB              | 28            | 720 512 10   | BYLADEM1AIC |
| Sparkasse Altenburger Land                                                  | Altenburg                              | TH    | SGVHT            | 7 (+ 6 SB)    | 830 502 00   | HELADEF1ALT |
| Sparkasse Amberg-Sulzbach                                                   | Amberg                                 | BY    | SVB              | 13 (+ 5 SB)   | 752 500 00   | BYLADEM1ABG |
| Erzgebirgssparkasse                                                         | Annaberg-Buchholz                      | SN    | OSV              | 37            | 870 540 00   | WELADED1STB |
| Sparkasse Ansbach                                                           | Ansbach                                | BY    | SVB              | 32 (+ 7 SB)   | 765 500 00   | BYLADEM1ANS |
| Sparkasse Aschaffenburg Miltenberg                                          | Aschaffenburg und Miltenberg           | BY    | SVB              | 51 (+ 13 SB)  | 795 500 00   | BYLADEM1ASA |
| Sparkasse Attendorn-Lennestadt-Kirchhundem                                  | Attendorn                              | NW    | SVWL             | 5 (+ 11 SB)   | 462 516 30   | WELADED1ALK |
| Stadtsparkasse Augsburg                                                     | Augsburg                               | BY    | SVB              | 23 (+ 11 SB)  | 720 500 00   | AUGSDE77XXX |
| Sparkasse Aurich-Norden                                                     | Aurich und Norden                      | NI    | SVN              | 17 (+ 16 SB)  | 283 500 00   | BRLADE21ANO |
| Sparkasse Wittgenstein                                                      | Bad Berleburg                          | NW    | SVWL             | 7             | 460 534 80   | WELADED1BEB |
| Sparkasse Rhein-Haardt                                                      | Bad Dürkheim                           | RP    | SVRP             | 32 (+ 2 SB)   | 546 512 40   | MALADE51DKH |
| Sparkasse Bad Hersfeld-Rotenburg                                            | Bad Hersfeld                           | HE    | SGVHT            | 16 (+ 1 SB)   | 532 500 00   | HELADEF1HER |
| Taunus Sparkasse                                                            | Bad Homburg vor der Höhe               | HE    | SGVHT            | 39 (+ 22 SB)  | 512 500 00   | HELADEF1TSK |
| Sparkasse Bad Kissingen                                                     | Bad Kissingen                          | BY    | SVB              | 16            | 793 510 10   | BYLADEM1KIS |
| Sparkasse Rhein-Nahe                                                        | Bad Kreuznach                          | RP    | SVRP             | 24 (+ 13 SB)  | 560 501 80   | MALADE51KRE |
| Sparkasse Westerwald-Sieg                                                   | Bad Marienberg                         | RP    | SVRP             | 26            | 573 510 30   | MALADE51AKI |
| Kreissparkasse Ahrweiler                                                    | Bad Neuenahr-Ahrweiler                 | RP    | SVRP             | 18 (+ 8 SB)   | 577 513 10   | MALADE51AHR |
| Sparkasse Bad Neustadt a. d. Saale                                          | Bad Neustadt an der Saale              | BY    | SVB              | 10 (+ 4 SB)   | 793 530 90   | BYLADEM1NES |
| Sparkasse Bad Oeynhausen - Porta Westfalica                                 | Bad Oeynhausen                         | NW    | SVWL             | 6 (+ 11 SB)   | 490 512 85   | WELADED1OEH |
| Sparkasse Holstein                                                          | Bad Oldesloe                           | SH/HH | SGVSH            | 34 (+ 27 SB)  | 213 522 40   | NOLADE21HOL |
| Stadtsparkasse Bad Pyrmont                                                  | Bad Pyrmont                            | NI    | SVN              | 1 (+ 2 SB)    | 254 513 45   | NOLADE21PMT |
| Sparkasse Berchtesgadener Land                                              | Bad Reichenhall                        | BY    | SVB              | 15 (+ 2 SB)   | 710 500 00   | BYLADEM1BGL |
| Sparkasse Bad Tölz-Wolfratshausen                                           | Bad Tölz                               | BY    | SVB              | 9             | 700 543 06   | BYLADEM1WOR |
| Sparkasse Baden-Baden Gaggenau                                              | Baden-Baden                            | BW    | SVBW             | 9             | 662 500 30   | SOLADES1BAD |
| Sparkasse Zollernalb                                                        | Balingen                               | BW    | SVBW             | 28 (+ 13 SB)  | 653 512 60   | SOLADES1BAL |
| Sparkasse Bamberg                                                           | Bamberg                                | BY    | SVB              | 28 (+ 17 SB)  | 770 500 00   | BYLADEM1SKB |
| Stadtsparkasse Barsinghausen                                                | Barsinghausen                          | NI    | SVN              | 1 (+ 1 SB)    | 251 512 70   | NOLADE21BAH |
| Kreissparkasse Bautzen                                                      | Bautzen                                | SN    | OSV              | 21 (+ 12 SB)  | 855 500 00   | SOLADES1BAT |
| Sparkasse Bayreuth                                                          | Bayreuth                               | BY    | SVB              | 18 (+ 19 SB)  | 773 501 10   | BYLADEM1SBT |
| Sparkasse Bensheim                                                          | Bensheim                               | HE    | SGVHT            | 11 (+ 4 SB)   | 509 500 68   | HELADEF1BEN |
| Sparkasse Bergkamen-Bönen                                                   | Bergkamen                              | NW    | SVWL             | 4 (+ 4 SB)    | 410 518 45   | WELADED1BGK |
| Berliner Sparkasse                                                          | Berlin                                 | BE    | SVBerlin         | 78 (+ 67 SB)  | 100 500 00   | BELADEBEXXX |
| Sparkasse Mittelmosel – Eifel Mosel Hunsrück                                | Bernkastel-Kues                        | RP    | SVRP             | 16            | 587 512 30   | MALADE51BKS |
| Kreissparkasse Bersenbrück                                                  | Bersenbrück                            | NI    | SVN              | 18 (+ 4 SB)   | 265 515 40   | NOLADE21BEB |
| Kreissparkasse Biberach                                                     | Biberach an der Riß                    | BW    | SVBW             | 39            | 654 500 70   | SBCRDE66XXX |
| Sparkasse Bielefeld                                                         | Bielefeld                              | NW    | SVWL             | 24 (+ 20 SB)  | 480 501 61   | SPBIDE3BXXX |
| Kreissparkasse Bitburg-Prüm                                                 | Bitburg                                | RP    | SVRP             | 11 (+ 2 SB)   | 586 500 30   | MALADE51BIT |
| Kreissparkasse Anhalt-Bitterfeld                                            | Bitterfeld-Wolfen                      | ST    | OSV              | 14            | 800 537 22   | NOLADE21BTF |
| Kreissparkasse Böblingen                                                    | Böblingen                              | BW    | SVBW             | 41            | 603 501 30   | BBKRDE6BXXX |
| Stadtsparkasse Bocholt                                                      | Bocholt                                | NW    | SVWL             | 4 (+ 8 SB)    | 428 500 35   | WELADED1BOH |
| Sparkasse Bochum                                                            | Bochum                                 | NW    | SVWL             | 45 (+ 1 SB)   | 430 500 01   | WELADED1BOC |
| Sparkasse Bonndorf-Stühlingen                                               | Bonndorf im Schwarzwald                | BW    | SVBW             | 6 (+ 3 SB)    | 680 512 07   | SOLADES1BND |
| Bordesholmer Sparkasse AG                                                   | Bordesholm                             | SH    | Freie Spk. SGVSH | 8             | 210 512 75   | NOLADE21BOR |
| Sparkasse Borken-Schwalmstadt                                               | Borken (Hessen)                        | HE    | SGVHT            | 2 (+ 1 SB)    | 520 534 58   | HELADEF1SWA |
| Sparkasse Bottrop                                                           | Bottrop                                | NW    | SVWL             | 7             | 424 512 20   | WELADED1BOT |
| Braunschweigische Landessparkasse Teilrechtsfähige Anstalt der Nord/LB      | Braunschweig                           | NI    | SVN              | 44 (+ 40 SB)  | 250 500 00   | NOLADE2HXXX |
| Sparkasse Bremen AG                                                         | Bremen                                 | HB    | Freie Spk. HSGV  | 20 (+ 42 SB)  | 290 501 01   | SBREDE22XXX |
| Weser-Elbe-Sparkasse                                                        | Bremerhaven                            | HB/NI | HSGV SVN         | 17 (+ 15 SB)  | 292 500 00   | BRLADE21BRS |
| Sparkasse Kraichgau Bruchsal-Bretten-Sinsheim                               | Bruchsal                               | BW    | SVBW             | 30 (+ 6 SB)   | 663 500 36   | BRUSDE66XXX |
| Sparkasse Bühl                                                              | Bühl                                   | BW    | SVBW             | 11            | 662 514 34   | SOLADES1BHL |
| Sparkasse Burbach-Neunkirchen                                               | Burbach                                | NW    | SVWL             | 4 (+ 1 SB)    | 460 512 40   | WELADED1BUB |
| Stadtsparkasse Burgdorf                                                     | Burgdorf                               | NI    | SVN              | 1             | 251 513 71   | NOLADE21BUF |
| Sparkasse im Landkreis Cham                                                 | Cham                                   | BY    | SVB              | 22            | 742 510 20   | BYLADEM1CHM |
| Sparkasse Chemnitz                                                          | Chemnitz                               | SN    | OSV              | 25            | 870 500 00   | CHEKDE81XXX |
| Sparkasse Coburg – Lichtenfels                                              | Coburg                                 | BY    | SVB              | 18 (+ 1 SB)   | 783 500 00   | BYLADEM1COB |
| Sparkasse Spree-Neiße                                                       | Cottbus                                | BB    | OSV              | 24 (+ 15 SB)  | 180 500 00   | WELADED1CBN |
| Stadtsparkasse Cuxhaven                                                     | Cuxhaven                               | NI    | SVN              | 4             | 241 500 01   | BRLADE21CUX |
| Sparkasse Dachau                                                            | Dachau                                 | BY    | SVB              | 22 (+ 8 SB)   | 700 515 40   | BYLADEM1DAH |
| Stadt- und Kreis-Sparkasse Darmstadt                                        | Darmstadt                              | HE    | SGVHT            | 20 (+ 9 SB)   | 508 501 50   | HELADEF1DAS |
| Kreissparkasse Vulkaneifel                                                  | Daun                                   | RP    | SVRP             | 5             | 586 512 40   | MALADE51DAU |
| Sparkasse Deggendorf                                                        | Deggendorf                             | BY    | SVB              | 17 (+ 7 SB)   | 741 500 00   | BYLADEM1DEG |
| Stadtsparkasse Dessau                                                       | Dessau-Roßlau                          | ST    | OSV              | 5 (+ 2 SB)    | 800 535 72   | NOLADE21DES |
| Sparkasse Paderborn-Detmold-Höxter                                          | Detmold und Paderborn                  | NW    | SVWL             | 44 (+ 10 SB)  | 476 501 30   | WELADE3LXXX |
| Sparkasse Dillenburg                                                        | Dillenburg                             | HE    | SGVHT            | 15 (+ 1 SB)   | 516 500 45   | HELADEF1DIL |
| Sparkasse Nordschwaben                                                      | Dillingen an der Donau                 | BY    | SVB              | 27 (+ 18 SB)  | 722 515 20   | BYLADEM1DLG |
| Kreissparkasse Döbeln                                                       | Döbeln                                 | SN    | OSV              | 6             | 860 554 62   | SOLADES1DLN |
| Sparkasse Dortmund                                                          | Dortmund                               | NW    | SVWL             | 19 (+ 26 SB)  | 440 501 99   | DORTDE33XXX |
| Ostsächsische Sparkasse Dresden                                             | Dresden                                | SN    | OSV              | 78 (+ 49 SB)  | 850 503 00   | OSDDDE81XXX |
| Sparkasse Duderstadt                                                        | Duderstadt                             | NI    | SVN              | 2 (+ 4 SB)    | 260 512 60   | NOLADE21DUD |
| Sparkasse Duisburg                                                          | Duisburg                               | NW    | RSGV             | 16 (+ 26 SB)  | 350 500 00   | DUISDE33XXX |
| Sparkasse Düren                                                             | Düren                                  | NW    | RSGV             | 9 (+ 26 SB)   | 395 501 10   | SDUEDE33XXX |
| Kreissparkasse Düsseldorf                                                   | Düsseldorf                             | NW    | RSGV             | 11 (+ 6 SB)   | 301 502 00   | WELADED1KSD |
| Stadtsparkasse Düsseldorf                                                   | Düsseldorf                             | NW    | RSGV             | 30 (+ 27 SB)  | 300 501 10   | DUSSDEDDXXX |
| Sparkasse Barnim                                                            | Eberswalde                             | BB    | OSV              | 15 (+ 12 SB)  | 170 520 00   | WELADED1GZE |
| Sparkasse Rottal-Inn                                                        | Eggenfelden                            | BY    | SVB              | 18 (+ 12 SB)  | 743 514 30   | BYLADEM1EGF |
| Sparkasse Einbeck                                                           | Einbeck                                | NI    | SVN              | 3 (+ 1 SB)    | 262 514 25   | NOLADE21EIN |
| Wartburg-Sparkasse                                                          | Eisenach                               | TH    | SGVHT            | 14 (+ 7 SB)   | 840 550 50   | HELADEF1WAK |
| Sparkasse Elmshorn                                                          | Elmshorn                               | SH    | SGVSH            | 3 (+ 3 SB)    | 221 500 00   | NOLADE21ELH |
| Sparkasse Emden                                                             | Emden                                  | NI    | SVN              | 5 (+ 7 SB)    | 284 500 00   | BRLADE21EMD |
| Sparkasse Engen-Gottmadingen                                                | Engen                                  | BW    | SVBW             | 10            | 692 514 45   | SOLADES1ENG |
| Sparkasse Odenwaldkreis                                                     | Erbach                                 | HE    | SGVHT            | 11 (+ 5 SB)   | 508 519 52   | HELADEF1ERB |
| Kreis- und Stadtsparkasse Erding-Dorfen                                     | Erding                                 | BY    | SVB              | 9 (+ 12 SB)   | 700 519 95   | BYLADEM1ERD |
| Sparkasse Mittelthüringen                                                   | Erfurt                                 | TH    | SGVHT            | 24 (+ 28 SB)  | 820 510 00   | HELADEF1WEM |
| Kreissparkasse Heinsberg                                                    | Erkelenz                               | NW    | RSGV             | 23 (+ 3 SB)   | 312 512 20   | WELADED1ERK |
| Stadt- und Kreissparkasse Erlangen Höchstadt Herzogenaurach                 | Erlangen                               | BY    | SVB              | 40 (+ 3 SB)   | 763 500 00   | BYLADEM1ERH |
| Sparkasse Werra-Meißner                                                     | Eschwege                               | HE    | SGVHT            | 6 (+ 5 SB)    | 522 500 30   | HELADEF1ESW |
| Sparkasse Essen                                                             | Essen                                  | NW    | RSGV             | 27 (+ 8 SB)   | 360 501 05   | SPESDE3EXXX |
| Kreissparkasse Esslingen-Nürtingen                                          | Esslingen am Neckar                    | BW    | SVBW             | 63 (+ 30 SB)  | 611 500 20   | ESSLDE66XXX |
| Kreissparkasse Euskirchen                                                   | Euskirchen                             | NW    | RSGV             | 10 (+ 8 SB)   | 382 501 10   | WELADED1EUS |
| Sparkasse Elbe-Elster                                                       | Finsterwalde                           | BB    | OSV              | 17 (+ 2 SB)   | 180 510 00   | WELADED1EES |
| Nord-Ostsee Sparkasse                                                       | Flensburg, Husum und Schleswig         | SH    | SGVSH            | 40 (+ 35 SB)  | 217 500 00   | NOLADE21NOS |
| Sparkasse Forchheim                                                         | Forchheim                              | BY    | SVB              | 22 (+ 6 SB)   | 763 510 40   | BYLADEM1FOR |
| Frankfurter Sparkasse                                                       | Frankfurt am Main                      | HE    | SGVHT            | 42 (+ 17 SB)  | 500 502 01   | HELADEF1822 |
| Sparkasse Oder-Spree                                                        | Frankfurt (Oder)                       | BB    | OSV              | 19 (+ 12 SB)  | 170 550 50   | WELADED1LOS |
| Sparkasse Mittelsachsen                                                     | Freiberg                               | SN    | OSV              | 17 (+ 20 SB)  | 870 520 00   | WELADED1FGX |
| Sparkasse Freiburg-Nördlicher Breisgau                                      | Freiburg im Breisgau                   | BW    | SVBW             | 28 (+ 11 SB)  | 680 501 01   | FRSPDE66XXX |
| Sparkasse Freising Moosburg                                                 | Freising                               | BY    | SVB              | 15 (+ 9 SB)   | 700 510 03   | BYLADEM1FSI |
| Kreissparkasse Freudenstadt                                                 | Freudenstadt                           | BW    | SVBW             | 9 (+ 9 SB)    | 642 510 60   | SOLADES1FDS |
| Sparkasse Freyung-Grafenau                                                  | Freyung                                | BY    | SVB              | 14            | 740 512 30   | BYLADEM1FRG |
| Sparkasse Oberhessen                                                        | Friedberg (Hessen)                     | HE    | SGVHT            | 21 (+ 17 SB)  | 518 500 79   | HELADEF1FRI |
| Sparkasse Bodensee                                                          | Friedrichshafen und Konstanz           | BW    | SVBW             | 22 (+ 20 SB)  | 690 500 01   | SOLADES1KNZ |
| Sparkasse Fulda                                                             | Fulda                                  | HE    | SGVHT            | 30            | 530 501 80   | HELADEF1FDS |
| Sparkasse Fürstenfeldbruck                                                  | Fürstenfeldbruck                       | BY    | SVB              | 13            | 700 530 70   | BYLADEM1FFB |
| Sparkasse Fürth                                                             | Fürth                                  | BY    | SVB              | 16 (+ 15 SB)  | 762 500 00   | BYLADEM1SFU |
| Kreissparkasse Gelnhausen                                                   | Gelnhausen                             | HE    | SGVHT            | 9 (+ 8 SB)    | 507 500 94   | HELADEF1GEL |
| Sparkasse Gelsenkirchen                                                     | Gelsenkirchen                          | NW    | SVWL             | 19 (+ 8 SB)   | 420 500 01   | WELADED1GEK |
| Sparkasse Gera-Greiz                                                        | Gera                                   | TH    | SGVHT            | 18 (+ 3 SB)   | 830 500 00   | HELADEF1GER |
| Sparkasse Geseke                                                            | Geseke                                 | NW    | SVWL             | 1             | 416 519 65   | WELADED1GES |
| Sparkasse an Ennepe und Ruhr                                                | Gevelsberg                             | NW    | SVWL             | 12 (+ 3 SB)   | 454 500 50   | WELADED1GEV |
| Sparkasse Gießen                                                            | Gießen                                 | HE    | SGVHT            | 16 (+ 11 SB)  | 513 500 25   | SKGIDE5FXXX |
| Sparkasse Celle-Gifhorn-Wolfsburg                                           | Gifhorn                                | NI    | SVN              | 36 (+ 42 SB)  | 269 513 11   | NOLADE21GFW |
| Sparkasse Gladbeck                                                          | Gladbeck                               | NW    | SVWL             | 3 (+ 1 SB)    | 424 500 40   | WELADED1GLA |
| Kreissparkasse Göppingen                                                    | Göppingen                              | BW    | SVBW             | 28 (+ 28 SB)  | 610 500 00   | GOPSDE6GXXX |
| Kreissparkasse Gotha                                                        | Gotha                                  | TH    | SGVHT            | 9 (+ 5 SB)    | 820 520 20   | HELADEF1GTH |
| Sparkasse Göttingen                                                         | Göttingen                              | NI    | SVN              | 17 (+ 7 SB)   | 260 500 01   | NOLADE21GOE |
| Stadtsparkasse Grebenstein                                                  | Grebenstein                            | HE    | SGVHT            | 4             | 520 518 77   | HELADEF1GRE |
| Sparkasse Vorpommern                                                        | Greifswald                             | MV    | OSV              | 36 (+ 38 SB)  | 150 505 00   | NOLADE21GRW |
| Sparkasse Muldental                                                         | Grimma                                 | SN    | OSV              | 12 (+ 3 SB)   | 860 502 00   | SOLADES1GRM |
| Kreissparkasse Groß-Gerau                                                   | Groß-Gerau                             | HE    | SGVHT            | 15 (+ 19 SB)  | 508 525 53   | HELADEF1GRG |
| Sparkasse Dieburg                                                           | Groß-Umstadt                           | HE    | SGVHT            | 13 (+ 17 SB)  | 508 526 51   | HELADEF1DIE |
| Sparkasse Grünberg                                                          | Grünberg                               | HE    | SGVHT            | 2             | 513 515 26   | HELADEF1GRU |
| Sparkasse Gummersbach                                                       | Gummersbach                            | NW    | RSGV             | 13 (+ 7 SB)   | 384 500 00   | WELADED1GMB |
| Vereinigte Sparkassen Gunzenhausen                                          | Gunzenhausen                           | BY    | SVB              | 6 (+ 1 SB)    | 765 515 40   | BYLADEM1GUN |
| Sparkasse Gütersloh-Rietberg-Versmold                                       | Gütersloh                              | NW    | SVWL             | 10            | 478 500 65   | WELADED1GTL |
| Stadt-Sparkasse Haan (Rheinl.)                                              | Haan                                   | NW    | RSGV             | 2             | 303 512 20   | WELADED1HAA |
| Sparkasse an Volme und Ruhr                                                 | Hagen                                  | NW    | SVWL             | 14 (+ 13 SB)  | 450 500 01   | WELADE3HXXX |
| Saalesparkasse                                                              | Halle (Saale)                          | ST    | OSV              | 43            | 800 537 62   | NOLADE21HAL |
| Hamburger Sparkasse AG                                                      | Hamburg                                | HH    | Freie Spk. HSGV  | 110           | 200 505 50   | HASPDEHHXXX |
| Sparkasse Harburg-Buxtehude                                                 | Hamburg                                | HH/NI | SVN              | 16            | 207 500 00   | NOLADE21HAM |
| Sparkasse Hameln-Weserbergland                                              | Hameln                                 | NI    | SVN              | 9 (+ 13 SB)   | 254 501 10   | NOLADE21SWB |
| Sparkasse Hamm                                                              | Hamm                                   | NW    | SVWL             | 8 (+ 7 SB)    | 410 500 95   | WELADED1HAM |
| Sparkasse Hanau                                                             | Hanau                                  | HE    | SGVHT            | 20 (+ 12 SB)  | 506 500 23   | HELADEF1HAN |
| Sparkasse Hannover                                                          | Hannover                               | NI    | SVN              | 45 (+ 44 SB)  | 250 501 80   | SPKHDE2HXXX |
| Sparkasse Kinzigtal                                                         | Haslach im Kinzigtal                   | BW    | SVBW             | 10 (+ 6 SB)   | 664 515 48   | SOLADES1HAL |
| Sparkasse Hattingen                                                         | Hattingen                              | NW    | SVWL             | 6 (+ 3 SB)    | 430 510 40   | WELADED1HTG |
| Sparkasse Heidelberg                                                        | Heidelberg                             | BW    | SVBW             | 36            | 672 500 20   | SOLADES1HDB |
| Kreissparkasse Heidenheim                                                   | Heidenheim an der Brenz                | BW    | SVBW             | 15 (+ 11 SB)  | 632 500 30   | SOLADES1HDH |
| Kreissparkasse Heilbronn                                                    | Heilbronn                              | BW    | SVBW             | 39 (+ 54 SB)  | 620 500 00   | HEISDE66XXX |
| Sparkasse Märkisches Sauerland Hemer–Menden                                 | Hemer                                  | NW    | SVWL             | 3 (+ 4 SB)    | 445 512 10   | WELADED1HEM |
| Sparkasse Starkenburg                                                       | Heppenheim (Bergstraße)                | HE    | SGVHT            | 8 (+ 13 SB)   | 509 514 69   | HELADEF1HEP |
| Sparkasse Herford                                                           | Herford                                | NW    | SVWL             | 22 (+ 3 SB)   | 494 501 20   | WLAHDE44XXX |
| Herner Sparkasse                                                            | Herne                                  | NW    | SVWL             | 7 (+ 3 SB)    | 432 500 30   | WELADED1HRN |
| Kreissparkasse Hildburghausen                                               | Hildburghausen                         | TH    | SGVHT            | 9             | 840 540 40   | HELADEF1HIL |
| Sparkasse Hildesheim Goslar Peine                                           | Hildesheim                             | NI    | SVN              | 40 (+ 35 SB)  | 259 501 30   | NOLADE21HIK |
| Kreissparkasse Saarpfalz                                                    | Homburg                                | SL    | SVS              | 16 (+ 4 SB)   | 594 500 10   | SALADE51HOM |
| Kreissparkasse Steinfurt                                                    | Ibbenbüren                             | NW    | SVWL             | 27 (+ 20 SB)  | 403 510 60   | WELADED1STF |
| Kreissparkasse Birkenfeld                                                   | Idar-Oberstein                         | RP    | SVRP             | 11            | 562 500 30   | BILADE55XXX |
| Sparkasse Arnstadt-Ilmenau                                                  | Ilmenau                                | TH    | SGVHT            | 10            | 840 510 10   | HELADEF1ILK |
| Sparkasse Ingolstadt Eichstätt                                              | Ingolstadt                             | BY    | SVB              | 28 (+ 15 SB)  | 721 500 00   | BYLADEM1ING |
| Sparkasse Iserlohn                                                          | Iserlohn                               | NW    | SVWL             | 3 (+ 7 SB)    | 445 500 45   | WELADED1ISL |
| Sparkasse Westholstein                                                      | Itzehoe                                | SH    | Freie Spk. SGVSH | 16 (+ 22 SB)  | 222 500 20   | NOLADE21WHO |
| Sparkasse Jena-Saale-Holzland                                               | Jena                                   | TH    | SGVHT            | 11            | 830 530 30   | HELADEF1JEN |
| Sparkasse Kaiserslautern                                                    | Kaiserslautern                         | RP    | SVRP             | 42 (+ 15 SB)  | 540 502 20   | MALADE51KLK |
| Sparkasse Karlsruhe                                                         | Karlsruhe                              | BW    | SVBW             | 33 (+ 37 SB)  | 660 501 01   | KARSDE66XXX |
| Kasseler Sparkasse                                                          | Kassel                                 | HE    | SGVHT            | 29 (+ 30 SB)  | 520 503 53   | HELADEF1KAS |
| Sparkasse Hanauerland                                                       | Kehl                                   | BW    | SVBW             | 6             | 664 518 62   | SOLADES1KEL |
| Kreissparkasse Kelheim                                                      | Kelheim                                | BY    | SVB              | 16 (+ 10 SB)  | 750 515 65   | BYLADEM1KEH |
| Sparkasse Allgäu                                                            | Kempten (Allgäu)                       | BY    | SVB              | 43 (+ 1 SB)   | 733 500 00   | BYLADEM1ALG |
| Förde Sparkasse                                                             | Kiel                                   | SH    | SGVSH            | 46 (+ 31 SB)  | 210 501 70   | NOLADE21KIE |
| Sparkasse Kierspe-Meinerzhagen                                              | Kierspe                                | NW    | SVWL             | 4 (+ 3 SB)    | 458 516 65   | WELADED1KMZ |
| Sparkasse Rhein-Maas                                                        | Kleve                                  | NW    | RSGV             | 14 (+ 9 SB)   | 324 500 00   | WELADED1KLE |
| Sparkasse Koblenz                                                           | Koblenz                                | RP    | SVRP             | 25 (+ 15 SB)  | 570 501 20   | MALADE51KOB |
| Kreissparkasse Köln                                                         | Köln                                   | NW    | RSGV             | 115 (+ 38 SB) | 370 502 99   | COKSDE33XXX |
| Sparkasse KölnBonn                                                          | Köln                                   | NW    | RSGV             | 66            | 370 501 98   | COLSDE33XXX |
| Sparkasse Waldeck-Frankenberg                                               | Korbach                                | HE    | SGVHT            | 12 (+ 15 SB)  | 523 500 05   | HELADEF1KOR |
| Sparkasse Krefeld                                                           | Krefeld                                | NW    | RSGV             | 36 (+ 16 SB)  | 320 500 00   | SPKRDE33XXX |
| Sparkasse Kulmbach-Kronach                                                  | Kulmbach                               | BY    | SVB              | 29            | 771 500 00   | BYLADEM1KUB |
| Sparkasse Hohenlohekreis                                                    | Künzelsau                              | BW    | SVBW             | 14 (+ 3 SB)   | 622 515 50   | SOLADES1KUN |
| Kreissparkasse Kusel                                                        | Kusel                                  | RP    | SVRP             | 9 (+ 8 SB)    | 540 515 50   | MALADE51KUS |
| Sparkasse Südpfalz                                                          | Landau in der Pfalz                    | RP    | SVRP             | 29 (+ 19 SB)  | 548 500 10   | SOLADES1SUW |
| Sparkasse Landsberg-Dießen                                                  | Landsberg am Lech                      | BY    | SVB              | 19 (+ 10 SB)  | 700 520 60   | BYLADEM1LLD |
| Sparkasse Landshut                                                          | Landshut                               | BY    | SVB              | 33 (+ 7 SB)   | 743 500 00   | BYLADEM1LAH |
| Stadt-Sparkasse Langenfeld                                                  | Langenfeld                             | NW    | RSGV             | 3             | 375 517 80   | WELADED1LAF |
| Sparkasse Laubach-Hungen                                                    | Laubach                                | HE    | SGVHT            | 2             | 513 522 27   | HELADEF1LAU |
| Sparkasse LeerWittmund                                                      | Leer und Wittmund                      | NI    | SVN              | 17 (+ 6 SB)   | 285 500 00   | BRLADE21LER |
| Kreissparkasse Eichsfeld                                                    | Leinefelde-Worbis                      | TH    | SGVHT            | 6 (+ 7 SB)    | 820 570 70   | HELADEF1EIC |
| Sparkasse Leipzig                                                           | Leipzig                                | SN    | OSV              | 65 (+ 43 SB)  | 860 555 92   | WELADE8LXXX |
| Sparkasse Lemgo                                                             | Lemgo                                  | NW    | SVWL             | 13 (+ 12 SB)  | 482 501 10   | WELADED1LEM |
| Stadtsparkasse Lengerich                                                    | Lengerich                              | NW    | SVWL             | 1 (+ 2 SB)    | 401 544 76   | WELADED1LEN |
| Sparkasse Leverkusen                                                        | Leverkusen                             | NW    | RSGV             | 7 (+ 11 SB)   | 375 514 40   | WELADEDLLEV |
| Kreissparkasse Limburg                                                      | Limburg an der Lahn                    | HE    | SGVHT            | 24 (+ 4 SB)   | 511 500 18   | HELADEF1LIM |
| Sparkasse Hellweg-Lippe                                                     | Lippstadt                              | NW    | SVWL             | 20 (+ 9 SB)   | 414 500 75   | WELADED1SOS |
| Sparkasse Lörrach-Rheinfelden                                               | Lörrach                                | BW    | SVBW             | 11 (+ 4 SB)   | 683 500 48   | SKLODE66XXX |
| Sparkasse zu Lübeck AG                                                      | Lübeck                                 | SH    | Freie Spk. SGVSH | 8 (+ 13 SB)   | 230 501 01   | NOLADE21SPL |
| Kreissparkasse Ludwigsburg                                                  | Ludwigsburg                            | BW    | SVBW             | 50 (+ 38 SB)  | 604 500 50   | SOLADES1LBG |
| Sparkasse Vorderpfalz                                                       | Ludwigshafen am Rhein                  | RP    | SVRP             | 24 (+ 18 SB)  | 545 500 10   | LUHSDE6AXXX |
| Sparkasse Lüneburg                                                          | Lüneburg                               | NI    | SVN              | 17 (+ 12 SB)  | 240 501 10   | NOLADE21LBG |
| Sparkasse an der Lippe                                                      | Lünen                                  | NW    | SVWL             | 12 (+ 3 SB)   | 441 523 70   | WELADED1LUN |
| Sparkasse Mansfeld-Südharz                                                  | Lutherstadt Eisleben                   | ST    | OSV              | 16 (+ 15 SB)  | 800 550 08   | NOLADE21EIL |
| Sparkasse Wittenberg                                                        | Lutherstadt Wittenberg                 | ST    | OSV              | 25 (+ 8 SB)   | 805 501 01   | NOLADE21WBL |
| Sparkasse Magdeburg                                                         | Magdeburg                              | ST    | OSV              | 21 (+ 15 SB)  | 810 532 72   | NOLADE21MDG |
| Rheinhessen Sparkasse                                                       | Mainz                                  | RP/HE | SVRP             | 15 (+ 33 SB)  | 553 500 10   | MALADE51WOR |
| Sparkasse Rhein Neckar Nord                                                 | Mannheim                               | BW    | SVBW             | 29 (+ 6 SB)   | 670 505 05   | MANSDE66XXX |
| Sparkasse Marburg-Biedenkopf                                                | Marburg                                | HE    | SGVHT            | 27 (+ 4 SB)   | 533 500 00   | HELADEF1MAR |
| Kreissparkasse Mayen                                                        | Mayen                                  | RP    | SVRP             | 12 (+ 11 SB)  | 576 500 10   | MALADE51MYN |
| Rhön-Rennsteig-Sparkasse                                                    | Meiningen                              | TH    | SGVHT            | 8             | 840 500 00   | HELADEF1RRS |
| Kreissparkasse Melle                                                        | Melle                                  | NI    | SVN              | 7 (+ 3 SB)    | 265 522 86   | NOLADE21MEL |
| Kreissparkasse Schwalm-Eder                                                 | Melsungen                              | HE    | SGVHT            | 15 (+ 12 SB)  | 520 521 54   | HELADEF1MEG |
| Sparkasse Schwaben-Bodensee                                                 | Memmingen                              | BY    | SVB              | 70 (+ 26 SB)  | 731 500 00   | BYLADEM1MLM |
| Sparkasse Emsland                                                           | Meppen                                 | NI    | SVN              | 26 (+ 23 SB)  | 266 500 01   | NOLADE21EMS |
| Sparkasse Merzig-Wadern                                                     | Merzig                                 | SL    | SVS              | 24 (+ 3 SB)   | 593 510 40   | MERZDE55XXX |
| Sparkasse Mitten im Sauerland                                               | Meschede                               | NW    | SVWL             | 22            | 466 500 05   | WELADED1ARN |
| Kreissparkasse Miesbach-Tegernsee                                           | Miesbach                               | BY    | SVB              | 9 (+ 12 SB)   | 711 525 70   | BYLADEM1MIB |
| Sparkasse Minden-Lübbecke                                                   | Minden                                 | NW    | SVWL             | 21 (+ 7 SB)   | 490 501 01   | WELADED1MIN |
| Sparkasse am Niederrhein                                                    | Moers                                  | NW    | RSGV             | 23            | 354 500 00   | WELADED1MOR |
| Kreissparkasse Herzogtum Lauenburg                                          | Mölln                                  | SH    | SGVSH            | 16 (+ 7 SB)   | 230 527 50   | NOLADE21RZB |
| Stadtsparkasse Mönchengladbach                                              | Mönchengladbach                        | NW    | RSGV             | 23            | 310 500 00   | MGLSDE33XXX |
| Sparkasse Neckartal-Odenwald                                                | Mosbach                                | BW    | SVBW             | 21 (+ 15 SB)  | 674 500 48   | SOLADES1MOS |
| Sparkasse Altötting-Mühldorf                                                | Mühldorf am Inn                        | BY    | SVB              | 23 (+ 5 SB)   | 711 510 20   | BYLADEM1MDF |
| Sparkasse Unstrut-Hainich                                                   | Mühlhausen/Thüringen                   | TH    | SGVHT            | 10 (+ 1 SB)   | 820 560 60   | HELADEF1MUE |
| Sparkasse Mülheim an der Ruhr                                               | Mülheim an der Ruhr                    | NW    | RSGV             | 9 (+ 2 SB)    | 362 500 00   | SPMHDE3EXXX |
| Stadtsparkasse München                                                      | München                                | BY    | SVB              | 46 (+ 44 SB)  | 701 500 00   | SSKMDEMMXXX |
| Kreissparkasse München Starnberg Ebersberg                                  | München                                | BY    | SVB              | 31 (+ 56 SB)  | 702 501 50   | BYLADEM1KMS |
| Sparkasse Münsterland Ost                                                   | Münster                                | NW    | SVWL             | 33 (+ 31 SB)  | 400 501 50   | WELADED1MST |
| Sparkasse Neubrandenburg-Demmin                                             | Neubrandenburg                         | MV    | OSV              | 12            | 150 502 00   | NOLADE21NBS |
| Sparkasse Neumarkt i.d.OPf.-Parsberg                                        | Neumarkt in der Oberpfalz und Parsberg | BY    | SVB              | 19 (+ 6 SB)   | 760 520 80   | BYLADEM1NMA |
| Sparkasse Südholstein                                                       | Neumünster                             | SH    | SGVSH            | 27 (+ 5 SB)   | 230 510 30   | NOLADE21SHO |
| Sparkasse Neunkirchen                                                       | Neunkirchen                            | SL    | SVS              | 17 (+ 1 SB)   | 592 520 46   | SALADE51NKS |
| Sparkasse Ostprignitz-Ruppin                                                | Neuruppin                              | BB    | OSV              | 10 (+ 4 SB)   | 160 502 02   | WELADED1OPR |
| Sparkasse Neuss                                                             | Neuss                                  | NW    | RSGV             | 25 (+ 25 SB)  | 305 500 00   | WELADEDNXXX |
| Sparkasse im Landkreis Neustadt a. d. Aisch - Bad Windsheim                 | Neustadt an der Aisch                  | BY    | SVB              | 9 (+ 9 SB)    | 762 510 20   | BYLADEM1NEA |
| Vereinigte Sparkassen Eschenbach i.d.OPf. Neustadt a.d.Waldnaab Vohenstrauß | Neustadt an der Waldnaab               | BY    | SVB              | 19            | 753 519 60   | BYLADEM1ESB |
| Sparkasse Mecklenburg-Strelitz                                              | Neustrelitz                            | MV    | OSV              | 8 (+ 1 SB)    | 150 517 32   | NOLADE21MST |
| Sparkasse Neu-Ulm - Illertissen                                             | Neu-Ulm                                | BY    | SVB              | 15            | 730 500 00   | BYLADEM1NUL |
| Sparkasse Neuwied                                                           | Neuwied                                | RP    | SVRP             | 19 (+ 4 SB)   | 574 501 20   | MALADE51NWD |
| Sparkasse Nienburg                                                          | Nienburg/Weser                         | NI    | SVN              | 11 (+ 15 SB)  | 256 501 06   | NOLADE21NIB |
| Kreissparkasse Nordhausen                                                   | Nordhausen                             | TH    | SGVHT            | 11 (+ 4 SB)   | 820 540 52   | HELADEF1NOR |
| Kreissparkasse Grafschaft Bentheim zu Nordhorn                              | Nordhorn                               | NI    | SVN              | 14 (+ 4 SB)   | 267 500 01   | NOLADE21NOH |
| Kreis-Sparkasse Northeim                                                    | Northeim                               | NI    | SVN              | 11 (+ 3 SB)   | 262 500 01   | NOLADE21NOM |
| Sparkasse Nürnberg                                                          | Nürnberg                               | BY    | SVB              | 47 (+ 31 SB)  | 760 501 01   | SSKNDE77XXX |
| Stadtsparkasse Oberhausen                                                   | Oberhausen                             | NW    | RSGV             | 7 (+ 6 SB)    | 365 500 00   | WELADED1OBH |
| Sparkasse Offenbach                                                         | Offenbach am Main                      | HE    | SGVHT            | 6 (+ 6 SB)    | 505 500 20   | HELADEF1OFF |
| Sparkasse Offenburg/Ortenau                                                 | Offenburg                              | BW    | SVBW             | 24 (+ 17 SB)  | 664 500 50   | SOLADES1OFG |
| Landessparkasse zu Oldenburg                                                | Oldenburg                              | NI    | SVN              | 84 (+ 24 SB)  | 280 501 00   | SLZODE22XXX |
| Sparkasse Olpe-Drolshagen-Wenden                                            | Olpe                                   | NW    | SVWL             | 5 (+ 1 SB)    | 462 500 49   | WELADED1OPE |
| Kreissparkasse Börde                                                        | Oschersleben (Bode)                    | ST    | OSV              | 25 (+ 7 SB)   | 810 550 00   | NOLADE21HDL |
| Sparkasse Osnabrück                                                         | Osnabrück                              | NI    | SVN              | 30            | 265 501 05   | NOLADE22XXX |
| Sparkasse Osterode am Harz                                                  | Osterode am Harz                       | NI    | SVN              | 6 (+ 2 SB)    | 263 510 15   | NOLADE21HZB |
| Sparkasse Uecker-Randow                                                     | Pasewalk                               | MV    | OSV              | 8 (+ 1 SB)    | 150 504 00   | NOLADE21PSW |
| Sparkasse Passau                                                            | Passau                                 | BY    | SVB              | 27 (+ 1 SB)   | 740 500 00   | BYLADEM1PAS |
| Sparkasse Pfaffenhofen                                                      | Pfaffenhofen an der Ilm                | BY    | SVB              | 15            | 721 516 50   | BYLADEM1PAF |
| Sparkasse Pforzheim Calw                                                    | Pforzheim                              | BW    | SVBW             | 81 (+ 12 SB)  | 666 500 85   | PZHSDE66XXX |
| Sparkasse Pfullendorf-Meßkirch                                              | Pfullendorf                            | BW    | SVBW             | 11 (+ 3 SB)   | 690 516 20   | SOLADES1PFD |
| Sparkasse Südwestpfalz                                                      | Pirmasens                              | RP    | SVRP             | 10 (+ 20 SB)  | 542 500 10   | MALADE51SWP |
| Sparkasse Vogtland                                                          | Plauen                                 | SN    | OSV              | 27 (+ 11 SB)  | 870 580 00   | WELADED1PLX |
| Vereinigte Sparkasse im Märkischen Kreis                                    | Plettenberg                            | NW    | SVWL             | 9 (+ 3 SB)    | 458 510 20   | WELADED1PLB |
| Mittelbrandenburgische Sparkasse in Potsdam                                 | Potsdam                                | BB    | OSV              | 80 (+ 47 SB)  | 160 500 00   | WELADED1PMB |
| Sparkasse Uckermark                                                         | Prenzlau                               | BB    | OSV              | 8             | 170 560 60   | WELADED1UMP |
| Sparkasse Prignitz                                                          | Pritzwalk                              | BB    | OSV              | 12            | 160 501 01   | WELADED1PRP |
| Stadtsparkasse Rahden                                                       | Rahden                                 | NW    | SVWL             | 2             | 490 510 65   | WELADED1RHD |
| Sparkasse Rastatt-Gernsbach                                                 | Rastatt                                | BW    | SVBW             | 8 (+ 9 SB)    | 665 500 70   | SOLADES1RAS |
| Kreissparkasse Ravensburg                                                   | Ravensburg                             | BW    | SVBW             | 35 (+ 8 SB)   | 650 501 10   | SOLADES1RVB |
| Sparkasse Vest Recklinghausen                                               | Recklinghausen                         | NW    | SVWL             | 33 (+ 20 SB)  | 426 501 50   | WELADED1REK |
| Sparkasse Regen-Viechtach                                                   | Regen                                  | BY    | SVB              | 16 (+ 3 SB)   | 741 514 50   | BYLADEM1REG |
| Sparkasse Regensburg                                                        | Regensburg                             | BY    | SVB              | 21 (+ 33 SB)  | 750 500 00   | BYLADEM1RBG |
| Bezirkssparkasse Reichenau                                                  | Reichenau                              | BW    | SVBW             | 5             | 690 514 10   | SOLADES1REN |
| Stadtsparkasse Remscheid                                                    | Remscheid                              | NW    | RSGV             | 5             | 340 500 00   | WELADEDRXXX |
| Sparkasse Mittelholstein AG                                                 | Rendsburg                              | SH    | Freie Spk. SGVSH | 9 (+ 6 SB)    | 214 500 00   | NOLADE21RDB |
| Kreissparkasse Reutlingen                                                   | Reutlingen                             | BW    | SVBW             | 36            | 640 500 00   | SOLADES1REU |
| Kreissparkasse Halle-Wiedenbrück                                            | Rheda-Wiedenbrück                      | NW    | SVWL             | 10 (+ 6 SB)   | 478 535 20   | WELADED1WDB |
| Stadtsparkasse Rheine                                                       | Rheine                                 | NW    | SVWL             | 5 (+ 6 SB)    | 403 500 05   | WELADED1RHN |
| Sparkasse Meißen                                                            | Riesa                                  | SN    | OSV              | 18 (+ 14 SB)  | 850 550 00   | SOLADES1MEI |
| Sparkasse Schaumburg                                                        | Rinteln                                | NI    | SVN              | 19            | 255 514 80   | NOLADE21SHG |
| Sparkasse Donnersberg                                                       | Rockenhausen                           | RP    | SVRP             | 9             | 540 519 90   | MALADE51ROK |
| Sparkasse Rosenheim-Bad Aibling                                             | Rosenheim                              | BY    | SVB              | 29 (+ 21 SB)  | 711 500 00   | BYLADEM1ROS |
| OstseeSparkasse Rostock                                                     | Rostock                                | MV    | OSV              | 40 (+ 26 SB)  | 130 500 00   | NOLADE21ROS |
| Sparkasse Mittelfranken-Süd                                                 | Roth                                   | BY    | SVB              | 18 (+ 22 SB)  | 764 500 00   | BYLADEM1SRS |
| Kreissparkasse Rottweil                                                     | Rottweil                               | BW    | SVBW             | 20            | 642 500 40   | SOLADES1RWL |
| Kreissparkasse Saalfeld-Rudolstadt                                          | Saalfeld                               | TH    | SGVHT            | 10 (+ 5 SB)   | 830 503 03   | HELADEF1SAR |
| Sparkasse Saarbrücken                                                       | Saarbrücken                            | SL    | SVS              | 37 (+ 13 SB)  | 590 501 01   | SAKSDE55XXX |
| Kreissparkasse Saarlouis                                                    | Saarlouis                              | SL    | SVS              | 21 (+ 18 SB)  | 593 501 10   | KRSADE55XXX |
| Sparkasse Salem-Heiligenberg                                                | Salem                                  | BW    | SVBW             | 8             | 690 517 25   | SOLADES1SAL |
| Sparkasse Altmark West                                                      | Salzwedel                              | ST    | OSV              | 10 (+ 2 SB)   | 810 555 55   | NOLADE21SAW |
| Sparkasse St. Blasien                                                       | St. Blasien                            | BW    | SVBW             | 3             | 680 522 30   | SOLADES1STB |
| Kreissparkasse St. Wendel                                                   | St. Wendel                             | SL    | SVS              | 15            | 592 510 20   | SALADE51WND |
| Sparkasse Scheeßel                                                          | Scheeßel                               | NI    | SVN              | 4 (+ 3 SB)    | 291 525 50   | BRLADE21SHL |
| Kreissparkasse Saale-Orla                                                   | Schleiz                                | TH    | SGVHT            | 7 (+ 4 SB)    | 830 505 05   | HELADEF1SOK |
| Kreissparkasse Schlüchtern                                                  | Schlüchtern                            | HE    | SGVHT            | 4             | 530 513 96   | HELADEF1SLU |
| Sparkasse Wiesental                                                         | Schopfheim                             | BW    | SVBW             | 7             | 683 515 57   | SOLADES1SFH |
| Sparkasse Schwäbisch Hall-Crailsheim                                        | Schwäbisch Hall                        | BW    | SVBW             | 23            | 622 500 30   | SOLADES1SHA |
| Sparkasse im Landkreis Schwandorf                                           | Schwandorf                             | BY    | SVB              | 16            | 750 510 40   | BYLADEM1SAD |
| Stadtsparkasse Schwedt                                                      | Schwedt/Oder                           | BB    | OSV              | 1 (+ 3 SB)    | 170 523 02   | WELADED1UMX |
| Sparkasse Schweinfurt-Haßberge                                              | Schweinfurt                            | BY    | SVB              | 35 (+ 12 SB)  | 793 501 01   | BYLADEM1KSW |
| Sparkasse Schwelm-Sprockhövel                                               | Schwelm                                | NW    | SVWL             | 3             | 454 515 55   | WELADED1SLM |
| Sparkasse Mecklenburg-Schwerin                                              | Schwerin                               | MV    | OSV              | 22 (+ 15 SB)  | 140 520 00   | NOLADE21LWL |
| Sparkasse Hochfranken                                                       | Selb                                   | BY    | SVB              | 35            | 780 500 00   | BYLADEM1HOF |
| Sparkasse Langen-Seligenstadt                                               | Seligenstadt                           | HE    | SGVHT            | 19 (+ 21 SB)  | 506 521 24   | HELADEF1SLS |
| Sparkasse Niederlausitz                                                     | Senftenberg                            | BB    | OSV              | 16            | 180 550 00   | WELADED1OSL |
| Sparkasse Siegen                                                            | Siegen                                 | NW    | SVWL             | 26 (+ 16 SB)  | 460 500 01   | WELADED1SIE |
| Hohenzollerische Landesbank Kreissparkasse Sigmaringen                      | Sigmaringen                            | BW    | SVBW             | 14 (+ 3 SB)   | 653 510 50   | SOLADES1SIG |
| Kreissparkasse Rhein-Hunsrück                                               | Simmern/Hunsrück                       | RP    | SVRP             | 12 (+ 3 SB)   | 560 517 90   | MALADE51SIM |
| Sparkasse Hegau-Bodensee                                                    | Singen                                 | BW    | SVBW             | 14            | 692 500 35   | SOLADES1SNG |
| Stadt-Sparkasse Solingen                                                    | Solingen                               | NW    | RSGV             | 7 (+ 11 SB)   | 342 500 00   | SOLSDE33XXX |
| Kreissparkasse Soltau                                                       | Soltau                                 | NI    | SVN              | 5 (+ 2 SB)    | 258 516 60   | NOLADE21SOL |
| Kyffhäusersparkasse Artern-Sondershausen                                    | Sondershausen                          | TH    | SGVHT            | 7             | 820 550 00   | HELADEF1KYF |
| Sparkasse Sonneberg                                                         | Sonneberg                              | TH    | SGVHT            | 9             | 840 547 22   | HELADEF1SON |
| Kreissparkasse Stade                                                        | Stade                                  | NI    | SVN              | 13 (+ 7 SB)   | 241 511 16   | NOLADE21STK |
| Sparkasse Stade-Altes Land                                                  | Stade                                  | NI    | SVN              | 7 (+ 5 SB)    | 241 510 05   | NOLADE21STS |
| Salzlandsparkasse                                                           | Staßfurt                               | ST    | OSV              | 43 (+ 2 SB)   | 800 555 00   | NOLADE21SES |
| Sparkasse Staufen-Breisach                                                  | Staufen im Breisgau                    | BW    | SVBW             | 7 (+ 9 SB)    | 680 523 28   | SOLADES1STF |
| Kreissparkasse Stendal                                                      | Stendal                                | ST    | OSV              | 15            | 810 505 55   | NOLADE21SDL |
| Sparkasse Niederbayern-Mitte                                                | Straubing                              | BY    | SVB              | 32 (+ 16 SB)  | 742 500 00   | BYLADEM1SRG |
| Sparkasse Märkisch-Oderland                                                 | Strausberg                             | BB    | OSV              | 19 (+ 14 SB)  | 170 540 40   | WELADED1MOL |
| Kreissparkasse Diepholz                                                     | Syke                                   | NI    | SVN              | 30 (+ 3 SB)   | 291 517 00   | BRLADE21SYK |
| Sparkasse Tauberfranken                                                     | Tauberbischofsheim                     | BW    | SVBW             | 24            | 673 525 65   | SOLADES1TBB |
| Sparkasse Hochschwarzwald                                                   | Titisee-Neustadt                       | BW    | SVBW             | 4 (+ 7 SB)    | 680 510 04   | SOLADES1HSW |
| Kreissparkasse Traunstein-Trostberg                                         | Traunstein                             | BY    | SVB              | 16 (+ 14 SB)  | 710 520 50   | BYLADEM1TST |
| Sparkasse Trier                                                             | Trier                                  | RP    | SVRP             | 35 (+ 5 SB)   | 585 501 30   | TRISDE55XXX |
| Kreissparkasse Tübingen                                                     | Tübingen                               | BW    | SVBW             | 35            | 641 500 20   | SOLADES1TUB |
| Kreissparkasse Tuttlingen                                                   | Tuttlingen                             | BW    | SVBW             | 21            | 643 500 70   | SOLADES1TUT |
| Sparkasse Uelzen Lüchow-Dannenberg                                          | Uelzen                                 | NI    | SVN              | 16 (+ 11 SB)  | 258 501 10   | NOLADE21UEL |
| Sparkasse Ulm                                                               | Ulm                                    | BW    | SVBW             | 42 (+ 28 SB)  | 630 500 00   | SOLADES1ULM |
| Sparkasse UnnaKamen                                                         | Unna                                   | NW    | SVWL             | 8 (+ 7 SB)    | 443 500 60   | WELADED1UNN |
| Sparkasse Hilden-Ratingen-Velbert                                           | Velbert                                | NW    | RSGV             | 13 (+ 8 SB)   | 334 500 00   | WELADED1VEL |
| Kreissparkasse Verden                                                       | Verden (Aller)                         | NI    | SVN              | 11 (+ 15 SB)  | 291 526 70   | BRLADE21VER |
| Sparkasse Schwarzwald-Baar                                                  | Villingen-Schwenningen                 | BW    | SVBW             | 31 (+ 11 SB)  | 694 500 65   | SOLADES1VSS |
| Kreissparkasse Waiblingen                                                   | Waiblingen                             | BW    | SVBW             | 24 (+ 40 SB)  | 602 500 10   | SOLADES1WBN |
| Sparkasse Hochrhein                                                         | Waldshut-Tiengen                       | BW    | SVBW             | 15 (+ 13 SB)  | 684 522 90   | SKHRDE6WXXX |
| Kreissparkasse Fallingbostel in Walsrode                                    | Walsrode                               | NI    | SVN              | 9 (+ 3 SB)    | 251 523 75   | NOLADE21WAL |
| Müritz-Sparkasse                                                            | Waren (Müritz)                         | MV    | OSV              | 7             | 150 501 00   | NOLADE21WRN |
| Kreis- und Stadtsparkasse Wasserburg am Inn                                 | Wasserburg am Inn                      | BY    | SVB              | 14 (+ 7 SB)   | 711 526 80   | BYLADEM1WSB |
| Stadtsparkasse Wedel                                                        | Wedel                                  | SH    | SGVSH            | 1             | 221 517 30   | NOLADE21WED |
| Sparkasse Oberpfalz Nord                                                    | Weiden in der Oberpfalz                | BY    | SVB              | 12 (+ 15 SB)  | 753 500 00   | BYLADEM1WEN |
| Sparkasse Markgräflerland                                                   | Weil am Rhein                          | BW    | SVBW             | 10 (+ 10 SB)  | 683 518 65   | SOLADES1MGL |
| Kreissparkasse Weilburg                                                     | Weilburg                               | HE    | SGVHT            | 7 (+ 3 SB)    | 511 519 19   | HELADEF1WEI |
| Sparkasse Oberland                                                          | Weilheim in Oberbayern und Schongau    | BY    | SVB              | 17 (+ 25 SB)  | 703 510 30   | BYLADEM1WHM |
| Stadtsparkasse Wermelskirchen                                               | Wermelskirchen                         | NW    | RSGV             | 3             | 340 515 70   | WELADED1WMK |
| Harzsparkasse                                                               | Wernigerode                            | ST    | OSV              | 27 (+ 8 SB)   | 810 520 00   | NOLADE21HRZ |
| Niederrheinische Sparkasse RheinLippe                                       | Wesel                                  | NW    | RSGV             | 19 (+ 15 SB)  | 356 500 00   | WELADED1WES |
| Sparkasse Wetzlar                                                           | Wetzlar                                | HE    | SGVHT            | 17 (+ 7 SB)   | 515 500 35   | HELADEF1WET |
| Nassauische Sparkasse                                                       | Wiesbaden                              | HE/RP | SGVHT            | 71 (+ 30 SB)  | 510 500 15   | NASSDE55XXX |
| Sparkasse Wilhelmshaven                                                     | Wilhelmshaven                          | NI    | SVN              | 4 (+ 4 SB)    | 282 501 10   | BRLADE21WHV |
| Sparkasse Mecklenburg-Nordwest                                              | Wismar                                 | MV    | OSV              | 15            | 140 510 00   | NOLADE21WIS |
| Sparkasse Witten                                                            | Witten                                 | NW    | SVWL             | 9             | 452 500 35   | WELADED1WTN |
| Sparkasse Wolfach                                                           | Wolfach                                | BW    | SVBW             | 6             | 664 527 76   | SOLADES1WOF |
| Stadtsparkasse Wuppertal                                                    | Wuppertal                              | NW    | RSGV             | 34 (+ 8 SB)   | 330 500 00   | WUPSDE33XXX |
| Sparkasse Mainfranken Würzburg                                              | Würzburg                               | BY    | SVB              | 49 (+ 36 SB)  | 790 500 00   | BYLADEM1SWU |
| Sparkasse Burgenlandkreis                                                   | Zeitz                                  | ST    | OSV              | 24 (+ 8 SB)   | 800 530 00   | NOLADE21BLK |
| Sparkasse Rotenburg Osterholz                                               | Zeven                                  | NI    | SVN              | 18 (+ 10 SB)  | 241 512 35   | BRLADE21ROB |
| Sparkasse Oberlausitz-Niederschlesien                                       | Zittau                                 | SN    | OSV              | 27 (+ 7 SB)   | 850 501 00   | WELADED1GRL |
| Sparkasse Zwickau                                                           | Zwickau                                | SN    | OSV              | 20 (+ 7 SB)   | 870 550 00   | WELADED1ZWI |

## Ehemalige Sparkassen
Die Sparkassen sind nach dem Sitz der Sparkasse in den jeweiligen Ländern alphabetisch sortiert. Bei Fusionen werden das Datum der Fusion, die Fusionssparkasse und der Name der neuen Sparkasse mit angegeben.

### Baden-Württemberg
1. Sparkasse Baden-Baden Gaggenau, am 1. Januar 2009 fusionierten
  1. Stadtsparkasse Baden-Baden, Baden-Baden
  2. Sparkasse Gaggenau-Kuppenheim, es fusionierten
    1. Stadtsparkasse Gaggenau, Gaggenau
    2. Bezirkssparkasse Kuppenheim, Kuppenheim
2. Kreissparkasse Biberach, Biberach an der Riß
  1. Oberamtssparkasse Bad Schussenried, Bad Schussenried, 1938 aufgenommen
  2. Oberamtssparkasse Laupheim, Laupheim, 1938 aufgenommen
3. Kreissparkasse Böblingen, am 1. Januar 1974 fusionierten
  1. Kreissparkasse Böblingen, am 1. Januar 1934 fusionierten
    1. Oberamtssparkasse Böblingen, Böblingen
    2. Städtische Sparkasse Sindelfingen, Sindelfingen
    3. Oberamtssparkasse Herrenberg, Herrenberg, 1938 aufgenommen

  2. Kreissparkasse Leonberg, Leonberg
4. Sparkasse Bodensee, am 1. April 2001 fusionierten
  1. Kreissparkasse Friedrichshafen, Friedrichshafen
  2. Bezirkssparkasse Überlingen, Überlingen
  3. Sparkasse Konstanz, Konstanz, am 1. Januar 2002 aufgenommen
    1. Bezirkssparkasse Meersburg, Meersburg, am 1. Januar 1971 aufgenommen
5. Sparkasse Bonndorf-Stühlingen, am 1. Januar 1972 fusionierten
  1. Bezirkssparkasse Bonndorf, Bonndorf im Schwarzwald
  2. Bezirkssparkasse Stühlingen, Stühlingen
6. Sparkasse Bühl, Bühl
7. Sparkasse Engen-Gottmadingen, am 1. Januar 2001 fusionierten
  1. Sparkasse Engen, Engen
  2. Sparkasse Gottmadingen, Gottmadingen
8. Kreissparkasse Esslingen-Nürtingen, am 1. Januar 1974 fusionierten
  1. Kreissparkasse Esslingen, Esslingen am Neckar
  2. Kreissparkasse Nürtingen, 1938 fusionierten
    1. Oberamtssparkasse Kirchheim, Kirchheim unter Teck
    2. Oberamtssparkasse Nürtingen, Nürtingen
9. Sparkasse Freiburg-Nördlicher Breisgau, 1998 fusionierten
  1. Sparkasse Freiburg, Freiburg im Breisgau
  2. Sparkasse Nördlicher Breisgau, 1976 fusionierten
    1. Bezirkssparkasse Emmendingen, Emmendingen
    2. Bezirkssparkasse Kenzingen, Kenzingen

  3. Sparkasse Elztal, am 1. Januar 2001 aufgenommen; am 1. Januar 1978 fusionierten
    1. Bezirkssparkasse Elzach, Elzach
    2. Bezirkssparkasse Waldkirch, Waldkirch
10. Kreissparkasse Freudenstadt, 1974 fusionierten
  1. Kreissparkasse Freudenstadt, Freudenstadt
  2. Kreissparkasse Horb, Horb am Neckar
11. Kreissparkasse Göppingen, es fusionierten
  1. Oberamtssparkasse Geislingen, Geislingen an der Steige
  2. Oberamtssparkasse Göppingen, Göppingen
12. Sparkasse Hanauerland, 1974 fusionierten
  1. Bezirkssparkasse Kehl, Kehl
  2. Bezirkssparkasse Rheinbischofsheim, Rheinau
13. Sparkasse Hegau-Bodensee, am 1. Januar 2016 fusionierten
  1. Sparkasse Singen-Radolfzell, 1999 fusionierten
    1. Sparkasse Radolfzell, Radolfzell am Bodensee
    2. Bezirkssparkasse Singen, Singen

  2. Sparkasse Stockach, Stockach
14. Sparkasse Heidelberg, am 1. Januar 2001 fusionierten
  1. Sparkasse Heidelberg, Heidelberg
    1. Bezirkssparkasse Schwetzingen, Schwetzingen, am 1. Januar 1999 aufgenommen
    2. Bezirkssparkasse Wiesloch, Wiesloch, am 1. Juli 1999 aufgenommen

  2. Sparkasse Neckargemünd-Schönau, es fusionierten
    1. Bezirkssparkasse Neckargemünd, Neckargemünd
    2. Städtische Sparkasse Schönau, Schönau (Odenwald)

  3. Sparkasse Hockenheim, Hockenheim, am 1. Januar 2007 aufgenommen
15. Kreissparkasse Heidenheim, Heidenheim an der Brenz
16. Kreissparkasse Heilbronn, Heilbronn
  1. Bezirkssparkasse Eppingen, Eppingen, am 1. Januar 2002 aufgenommen
  2. Städtische Sparkasse Bad Wimpfen, Bad Wimpfen, 1952 aufgenommen
17. Sparkasse Hochrhein, 1973 fusionierten
  1. Bezirkssparkasse Waldshut, Waldshut-Tiengen
  2. Sparkasse Murg-Laufenburg, Laufenburg
  3. Sparkasse Bad Säckingen, Bad Säckingen, am 1. April 1991 aufgenommen
18. Sparkasse Hochschwarzwald, 1974 fusionierten
  1. Bezirkssparkasse Kirchzarten, Kirchzarten
  2. Bezirkssparkasse Neustadt im Schwarzwald, Titisee-Neustadt
19. Sparkasse Hohenlohekreis, am 1. Januar 1974 fusionierten
  1. Kreissparkasse Künzelsau, Künzelsau
  2. Kreissparkasse Öhringen, Öhringen
20. Hohenzollerische Landesbank Kreissparkasse Sigmaringen, Sigmaringen
  1. Stadt- und Kreissparkasse Saulgau, Bad Saulgau, am 1. Januar 1974 aufgenommen
    1. Kreissparkasse Riedlingen, Riedlingen, 1938 aufgenommen
21. Sparkasse Karlsruhe, Karlsruhe
  1. Sparkasse Ettlingen, Ettlingen, am 1. November 2010 aufgenommen
  2. Sparkasse Graben-Neudorf/Philippsburg, am 1. Januar 2003 aufgenommen; am 1. Juli 1999 fusionierten
    1. Bezirkssparkasse Graben-Neudorf, Graben-Neudorf
    2. Städtische Sparkasse Philippsburg, Philippsburg

  3. Sparkasse Malsch, Malsch, am 1. Juli 1993 aufgenommen
  4. Gemeindesparkasse Grötzingen, Karlsruhe-Grötzingen, 1944 aufgenommen
  5. Bezirkssparkasse Durlach, Karlsruhe-Durlach, 1939 aufgenommen
  6. Gemeindesparkasse Knielingen, Karlsruhe-Knielingen, 1935 aufgenommen
22. Sparkasse Kinzigtal, am 1. Januar 2021 fusionierten
  1. Sparkasse Gengenbach, Gengenbach
  2. Sparkasse Haslach-Zell, am 1. Januar 1997 fusionierten
    1. Sparkasse Haslach-Hornberg, am 1. Januar 1974 fusionierten
      1. Bezirkssparkasse Haslach i. K., Haslach im Kinzigtal
      2. Bezirkssparkasse Hornberg-Gutach, am 1. Januar 1958 fusionierten
        1. Gemeindesparkasse Gutach, Gutach
        2. Städtische Sparkasse Hornberg, Hornberg

    2. Bezirkssparkasse Zell-Harmersbach, Zell am Harmersbach
23. Sparkasse Kraichgau, am 1. Januar 2001 fusionierten
  1. Sparkasse Bruchsal-Bretten, am 1. März 1973 fusionierten
    1. Bezirkssparkasse Bretten, Bretten
    2. Bezirkssparkasse Bruchsal, Bruchsal
      1. Gemeindesparkasse Wiesental, Wiesental, am 1. Januar 1955 aufgenommen

    3. Bezirkssparkasse Bad Schönborn, Bad Schönborn, am 1. Januar 1993 aufgenommen

  2. Sparkasse Sinsheim, Sinsheim
24. Sparkasse Lörrach-Rheinfelden, 1972 fusionierten
  1. Sparkasse Lörrach, Lörrach
  2. Sparkasse Rheinfelden, Rheinfelden
25. Kreissparkasse Ludwigsburg, Ludwigsburg
  1. Kreissparkasse Vaihingen, Vaihingen an der Enz, am 1. Januar 1974 aufgenommen
    1. Oberamtssparkasse Maulbronn, Maulbronn, 1938 aufgenommen

  2. Oberamtssparkasse Besigheim, Besigheim, 1938 aufgenommen
  3. Oberamtssparkasse Marbach, Marbach am Neckar, 1938 aufgenommen
26. Sparkasse Markgräflerland, am 1. Juli 1972 fusionierten
  1. Bezirkssparkasse Müllheim, Müllheim
  2. Bezirkssparkasse Weil, Weil am Rhein
27. Sparkasse Neckartal-Odenwald, am 1. Januar 2002 fusionierten
  1. Sparkasse Bauland, Osterburken
    1. Bezirkssparkasse Adelsheim, Adelsheim, aufgenommen

  2. Sparkasse Buchen-Walldürn, es fusionierten
    1. Bezirkssparkasse Buchen, Buchen
    2. Bezirkssparkasse Walldürn, Walldürn

  3. Sparkasse Mosbach-Eberbach, 1999 fusionierten
    1. Sparkasse Eberbach, Eberbach
    2. Sparkasse Mosbach, Mosbach
28. Sparkasse Offenburg/Ortenau, am 1. Januar 2002 fusionierten
  1. Sparkasse Lahr-Ettenheim, 1977 fusionierten
    1. Bezirkssparkasse Ettenheim, Ettenheim
    2. Bezirkssparkasse Lahr, 1934 fusionierten
      1. Stadtsparkasse Lahr, Lahr/Schwarzwald
      2. Gemeinde-Sparkasse Seelbach, Seelbach (Schutter)

  2. Sparkasse Offenburg, 1994 fusionierten
    1. Bezirkssparkasse Achern, Achern
    2. Sparkasse Offenburg-Oberkirch, 1992 fusionierten
      1. Bezirkssparkasse Offenburg, Offenburg
      2. Sparkasse Renchtal, Oberkirch
29. Kreissparkasse Ostalb, am 1. Januar 1974 fusionierten
  1. Kreissparkasse Aalen, Aalen
    1. Kreissparkasse Ellwangen, Ellwangen, 1938 aufgenommen
    2. Kreissparkasse Neresheim, Neresheim, 1938 aufgenommen

  2. Kreissparkasse Schwäbisch Gmünd, Schwäbisch Gmünd
30. Sparkasse Pforzheim Calw, am 1. Januar 2003 fusionierten
  1. Kreissparkasse Calw, Calw
    1. Kreissparkasse Nagold, Nagold, am 1. Oktober 1938 aufgenommen
    2. Kreissparkasse Neuenbürg, Neuenbürg, am 1. Oktober 1938 aufgenommen

  2. Stadt- und Kreissparkasse Pforzheim, Pforzheim
    1. Bezirkssparkasse Königsbach-Stein, Königsbach-Stein, am 1. Januar 1979 aufgenommen
31. Sparkasse Pfullendorf-Meßkirch, am 1. Januar 2000 fusionierten
  1. Sparkasse Meßkirch, Meßkirch
  2. Sparkasse Pfullendorf, Pfullendorf
32. Sparkasse Rastatt-Gernsbach, 1991 fusionierten
  1. Bezirkssparkasse Gernsbach, Gernsbach
  2. Bezirkssparkasse Rastatt, Rastatt
33. Kreissparkasse Ravensburg, Ravensburg
  1. Oberamtssparkasse Waldsee, Bad Waldsee, 1938 aufgenommen
  2. Kreissparkasse Wangen, Wangen im Allgäu, am 1. Januar 1974 aufgenommen
    1. Oberamtssparkasse Leutkirch, Leutkirch im Allgäu, 1938 aufgenommen
34. Bezirkssparkasse Reichenau, Reichenau
35. Kreissparkasse Reutlingen, Reutlingen
  1. Oberamtssparkasse Urach, Bad Urach, 1938 aufgenommen
  2. Kreissparkasse Münsingen, Münsingen, 1973 aufgenommen
36. Sparkasse Rhein Neckar Nord, am 1. Januar 2001 fusionierten
  1. Stadtsparkasse Mannheim, Mannheim
  2. Bezirkssparkasse Weinheim, Weinheim
37. Kreissparkasse Rottweil, Rottweil
38. Sparkasse Salem-Heiligenberg, am 1. August 1975 fusionierten
  1. Bezirkssparkasse Heiligenberg, Heiligenberg
  2. Bezirkssparkasse Salem, Salem
39. Sparkasse Schwäbisch Hall-Crailsheim, 1974 fusionierten
  1. Kreissparkasse Crailsheim, Crailsheim
    1. Oberamtssparkasse Gerabronn, Gerabronn, 1938 aufgenommen

  2. Kreissparkasse Schwäbisch Hall, Schwäbisch Hall
40. Sparkasse Schwarzwald-Baar, am 1. Januar 2005 fusionierten
  1. Sparkasse Donaueschingen, Donaueschingen
  2. Sparkasse Villingen-Schwenningen, Villingen-Schwenningen
    1. Städtische Sparkasse Vöhrenbach, Vöhrenbach, am 1. April 1933 aufgenommen
    2. Bezirkssparkasse Triberg, Triberg im Schwarzwald, am 1. Januar 1972 aufgenommen
      1. Sparkasse Schonach, Schonach im Schwarzwald, am 1. Januar 1939 aufgenommen

    3. Bezirkssparkasse St. Georgen, St. Georgen im Schwarzwald, am 1. Januar 1991 aufgenommen
    4. Bezirkssparkasse Furtwangen, Furtwangen im Schwarzwald, am 1. Januar 2003 aufgenommen
41. Sparkasse St. Blasien, St. Blasien
42. Sparkasse Staufen-Breisach, am 1. Januar 2001 fusionierten
  1. Bezirkssparkasse Breisach, Breisach am Rhein
  2. Sparkasse Staufen, Staufen im Breisgau
43. Sparkasse Tauberfranken, am 1. Januar 2002 fusionierten
  1. Kreissparkasse Mergentheim, Bad Mergentheim
  2. Sparkasse Tauberfranken, 1972 fusionierten
    1. Bezirkssparkasse Boxberg, Boxberg
    2. Bezirkssparkasse Hardheim-Külsheim, Hardheim
    3. Bezirkssparkasse Tauberbischofsheim, Tauberbischofsheim
    4. Bezirkssparkasse Wertheim, Wertheim
44. Kreissparkasse Tuttlingen, Tuttlingen
  1. Kreissparkasse Spaichingen, Spaichingen, 1938 aufgenommen
45. Kreissparkasse Tübingen, Tübingen
  1. Oberamtssparkasse Rottenburg, Rottenburg am Neckar, am 25. April 1938 aufgenommen
46. Sparkasse Ulm, 1973 fusionierten
  1. Kreissparkasse Ehingen, Ehingen
  2. Kreis- und Stadtsparkasse Ulm-Donau, 1953 fusionierten
    1. Kreissparkasse Ulm, Ulm
    2. Stadtsparkasse Ulm, Ulm
47. Kreissparkasse Waiblingen, Waiblingen
  1. Kreissparkasse Schorndorf, Schorndorf, 1938 aufgenommen
  2. Kreissparkasse Welzheim, Welzheim, 1938 aufgenommen
  3. Kreissparkasse Backnang, Backnang, 1974 aufgenommen
    1. Kreissparkasse Gaildorf, Gaildorf, 1938 aufgenommen
48. Sparkasse Wiesental, am 1. Januar 2017 fusionierten
  1. Sparkasse Schönau-Todtnau, Todtnau
  2. Sparkasse Schopfheim-Zell, am 1. Januar 2003 fusionierten
    1. Sparkasse Schopfheim, Schopfheim
    2. Sparkasse Zell im Wiesental, Zell im Wiesental
49. Sparkasse Wolfach, Wolfach
50. Sparkasse Zollernalb, Balingen
51. Landesbank Baden-Württemberg, 1999 fusionierten
  1. Landesgirokasse Stuttgart, 1975 fusionierten
    1. Städtische Spar- und Girokasse Stuttgart, Stuttgart
    2. Württembergische Landessparkasse, Stuttgart

  2. Südwestdeutsche Landesbank Girozentrale, Mannheim und Stuttgart

### Bayern

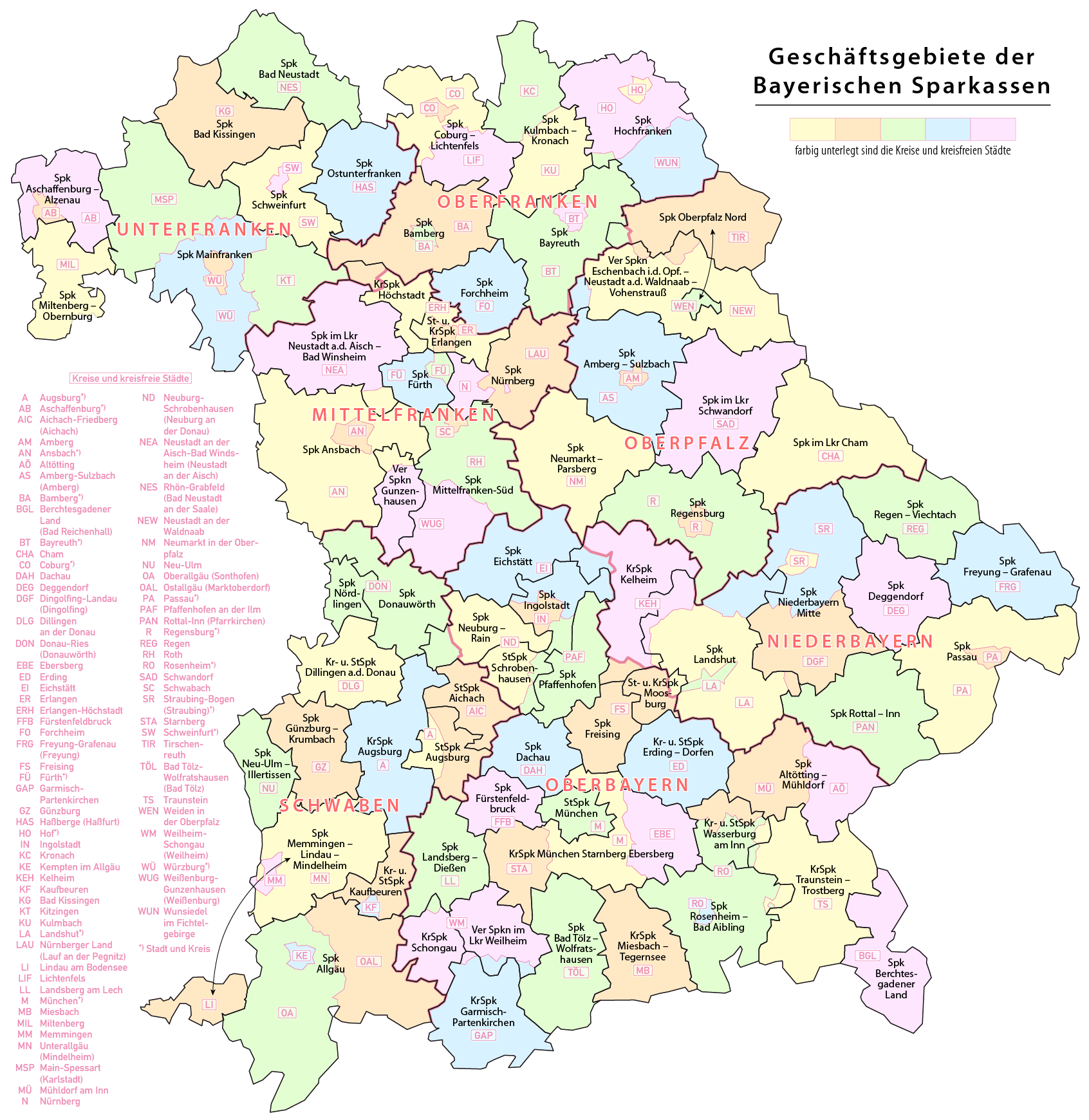
Karte mit den aktuellen Geschäftsgebieten der Bayerischen Sparkassen

1. Sparkasse Allgäu, am 1. Januar 2001 fusionierten
  1. Sparkasse Kempten, Kempten (Allgäu)
  2. Sparkasse Ostallgäu, am 1. Juli 1977 fusionierten
    1. Kreis- und Stadtsparkasse Füssen, Füssen
    2. Kreissparkasse Marktoberdorf, Marktoberdorf

  3. Kreis- und Stadtsparkasse Sonthofen-Immenstadt, 1938 fusionierten
    1. Stadtsparkasse Immenstadt, Immenstadt im Allgäu
    2. Bezirkssparkasse Sonthofen-Immenstadt, Sonthofen

  4. Kreis- und Stadtsparkasse Kaufbeuren, am 1. Juli 2023 aufgenommen; 1943 fusionierten
    1. Kreissparkasse Kaufbeuren, Kaufbeuren
    2. Stadtsparkasse Kaufbeuren, Kaufbeuren
2. Sparkasse Altbayern, am 1. Januar 2025 fusionierten
  1. Sparkasse Aichach-Schrobenhausen, am 1. Juli 2013 fusionierten
    1. Stadtsparkasse Aichach, Aichach
      1. Marktsparkasse Pöttmes, Pöttmes, 1996 aufgenommen

    2. Stadtsparkasse Schrobenhausen, Schrobenhausen

  2. Sparkasse Neuburg-Rain, am 1. Februar 2005 fusionierten
    1. Stadtsparkasse Neuburg an der Donau, Neuburg an der Donau
    2. Stadtsparkasse Rain am Lech, Rain
3. Sparkasse Altötting-Mühldorf, am 1. August 2009 fusionierten
  1. Kreissparkasse Altötting-Burghausen, es fusionierten
    1. Sparkasse Altötting, Altötting
    2. Sparkasse Burghausen, Burghausen

  2. Kreissparkasse Mühldorf a. Inn, Mühldorf am Inn
4. Sparkasse Amberg-Sulzbach, am 1. Mai 1994 fusionierten
  1. Kreissparkasse Amberg, Amberg
  2. Stadtsparkasse Amberg, Amberg
  3. Kreissparkasse Sulzbach-Rosenberg, Sulzbach-Rosenberg
5. Sparkasse Ansbach, am 1. September 2016 fusionierten
  1. Vereinigte Sparkassen Stadt und Landkreis Ansbach, 1977 fusionierten
    1. Stadt- und Kreissparkasse Ansbach, Ansbach
    2. Stadt- und Kreissparkasse Feuchtwangen, Feuchtwangen
    3. Stadt- und Kreissparkasse Wassertrüdingen, Wassertrüdingen
    4. Vereinigte Sparkassen Heilsbronn-Windsbach-Neuendettelsau, 1979 aufgenommen; 1938 fusionierten
      1. Sparkasse Heilsbronn, Heilsbronn
      2. Sparkasse Neuendettelsau, Neuendettelsau
      3. Sparkasse Windsbach, Windsbach

  2. Kreis- und Stadtsparkasse Dinkelsbühl, Dinkelsbühl
  3. Stadt- und Kreissparkasse Rothenburg, Rothenburg ob der Tauber
6. Sparkasse Aschaffenburg Miltenberg, am 1. April 2024 fusionierten
  1. Sparkasse Aschaffenburg-Alzenau, am 1. Juni 1975 fusionierten
    1. Stadt- und Kreissparkasse Aschaffenburg, 1961 fusionierten
      1. Kreissparkasse Aschaffenburg, Aschaffenburg
      2. Städtische Sparkasse Aschaffenburg, Aschaffenburg

    2. Kreissparkasse Alzenau, Alzenau

  2. Sparkasse Miltenberg-Obernburg, am 1. Januar 1988 fusionierten
    1. Kreissparkasse Miltenberg-Amorbach, 1928 fusionierten
      1. Distriktsparkasse Amorbach, Amorbach
      2. Distriktsparkasse Miltenberg, Miltenberg

    2. Kreissparkasse Obernburg-Klingenberg, 1955 fusionierten
      1. Distriktsparkasse Klingenberg, Klingenberg am Main
      2. Distriktsparkasse Obernburg, Obernburg am Main
7. Stadtsparkasse Augsburg, Augsburg
  1. Stadtsparkasse Friedberg, Friedberg, zum 1. Januar 1999 aufgenommen
8. Sparkasse Bad Kissingen, es fusionierten
  1. Kreissparkasse Bad Brückenau, Bad Brückenau
  2. Kreis- und Stadtsparkasse Bad Kissingen, 1936 fusionierten
    1. Kreissparkasse Bad Kissingen, Bad Kissingen
    2. Städtische Sparkasse Bad Kissingen, Bad Kissingen

  3. Kreissparkasse Hammelburg, Hammelburg
9. Sparkasse Bad Neustadt a. d. Saale, 1973 fusionierten
  1. Kreissparkasse Bad Neustadt a. d. Saale, Bad Neustadt an der Saale
  2. Kreissparkasse Königshofen i. Gr., Bad Königshofen im Grabfeld
  3. Kreissparkasse Mellrichstadt, Mellrichstadt
  4. Stadtsparkasse Ostheim v. d. Rhön, Ostheim vor der Rhön
10. Sparkasse Bad Tölz-Wolfratshausen, am 1. April 1999 fusionierten
  1. Vereinigte Sparkassen im Landkreis Bad Tölz (ab 1993 Sparkasse Tölzer Land), 1972 fusionierten
    1. Städtische Sparkasse Bad Tölz, Bad Tölz
    2. Gemeindesparkasse Benediktbeuern-Kochel a. See
    3. Gemeindesparkasse Lenggries, Lenggries, 1976 aufgenommen

  2. Kreissparkasse Wolfratshausen, Wolfratshausen
11. Sparkasse Bamberg, am 1. Juli 2000 fusionierten
  1. Kreissparkasse Bamberg, Bamberg
  2. Stadtsparkasse Bamberg, Bamberg
12. Sparkasse Bayreuth, am 1. Januar 2001 fusionierten
  1. Kreissparkasse Bayreuth-Pegnitz, es fusionierten
    1. Kreissparkasse Bayreuth, Bayreuth
    2. Stadtsparkasse Pegnitz, Pegnitz

  2. Stadtsparkasse Bayreuth, Bayreuth
13. Sparkasse Berchtesgadener Land, Bad Reichenhall
14. Sparkasse Coburg – Lichtenfels, am 1. Januar 2005 fusionierten
  1. Vereinigte Coburger Sparkassen, am 1. Januar 1938 fusionierten
    1. Bezirkssparkasse Coburg, Coburg
    2. Städtische Sparkasse Coburg, Coburg
    3. Städtische Sparkasse Neustadt, Neustadt bei Coburg
    4. Sparkasse Rodach, Bad Rodach

  2. Kreissparkasse Lichtenfels, am 1. Mai 1939 fusionierten
    1. Kreis- und Stadtsparkasse Staffelstein, 1934 fusionierten
      1. Kreissparkasse Staffelstein, Bad Staffelstein
      2. Städtische Sparkasse Staffelstein, Bad Staffelstein

    2. Vereinigte Bezirks- und Stadtsparkassen Lichtenfels-Burgkunstadt-Weismain, am 1. Oktober 1933 fusionierten
      1. Städtische Sparkasse Burgkunstadt, Burgkunstadt
      2. Bezirkssparkasse Lichtenfels, Lichtenfels
      3. Städtische Sparkasse Lichtenfels, Lichtenfels
      4. Bezirkssparkasse Weismain, Weismain
15. Sparkasse Dachau, am 1. Januar 2000 fusionierten
  1. Marktsparkasse Altomünster, Altomünster
  2. Kreis- und Stadtsparkasse Dachau-Indersdorf, am 1. Januar 1931 fusionierten
    1. Marktsparkasse Indersdorf, Markt Indersdorf
    2. Bezirkssparkasse Dachau, Dachau
16. Sparkasse Deggendorf, 1993 fusionierten
  1. Stadt- und Bezirkssparkasse Deggendorf-Hengersberg, Deggendorf
  2. Sparkasse Plattling-Osterhofen, 1973 fusionierten
    1. Sparkasse Osterhofen, Osterhofen
    2. Sparkasse Plattling, Plattling
17. Kreis- und Stadtsparkasse Erding-Dorfen, am 1. Januar 2002 fusionierten
  1. Kreis- und Stadtsparkasse Dorfen, Dorfen
  2. Kreis- und Stadtsparkasse Erding, Erding
18. Sparkasse Erlangen Höchstadt Herzogenaurach, am 1. Juli 2017 fusionierten
  1. Stadt- und Kreissparkasse Erlangen, Erlangen
    1. Sparkasse Herzogenaurach, Herzogenaurach, 1929 aufgenommen

  2. Kreissparkasse Höchstadt, Höchstadt an der Aisch
19. Vereinigte Sparkassen Eschenbach i.d.OPf. Neustadt a.d.Waldnaab Vohenstrauß, am 1. September 1976 fusionierten
  1. Vereinigte Sparkassen Eschenbach i.d.OPf., Eschenbach in der Oberpfalz
  2. Vereinigte Sparkassen des Landkreises Neustadt a.d.Waldnaab, Neustadt an der Waldnaab
  3. Kreis- und Stadtsparkasse Vohenstrauß, Vohenstrauß
20. Sparkasse Forchheim, Forchheim
21. Sparkasse Freising Moosburg, am 1. Juni 2022 fusionierten
  1. Sparkasse Freising, Freising
  2. Stadt- und Kreissparkasse Moosburg a.d. Isar, Moosburg an der Isar
22. Sparkasse Freyung-Grafenau, Freyung
23. Sparkasse Fürstenfeldbruck, Fürstenfeldbruck
24. Sparkasse Fürth, am 1. März 2000 fusionierten
  1. Vereinigte Sparkassen im Landkreis Fürth, 1974 fusionierten
    1. Sparkasse Cadolzburg, Cadolzburg
    2. Kreissparkasse Fürth, Fürth
    3. Stadtsparkasse Langenzenn, Langenzenn
    4. Sparkasse Zirndorf, Zirndorf

  2. Stadtsparkasse Fürth, Fürth
25. Vereinigte Sparkassen Gunzenhausen, Gunzenhausen
26. Sparkasse Hochfranken, am 12. August 2009 fusionierten
  1. Kreis- und Stadtsparkasse Hof, 1993 fusionierten
    1. Stadtsparkasse Hof, Hof
    2. Sparkasse Naila-Münchberg-Schwarzenbach/S.-Helmbrechts, es fusionierten
      1. Städtische Sparkasse Helmbrechts, Helmbrechts
      2. Stadt- und Kreissparkasse Münchberg, Münchberg
      3. Vereinigte Sparkassen des Landkreises Naila, Naila
        1. Stadtsparkasse Lichtenberg, Lichtenberg, 1937 aufgenommen

      4. Sparkasse Schwarzenbach/S.-Oberkotzau, Schwarzenbach an der Saale

  2. Sparkasse Fichtelgebirge, 1992 fusionierten
    1. Sparkasse Selb-Rehau, 1937 fusionierten
      1. Sparkasse Hohenberg a.d.Eger, Hohenberg an der Eger
      2. Sparkasse Rehau, Rehau
      3. Sparkasse Schönwald, Schönwald
      4. Stadtsparkasse Selb, Selb

    2. Vereinigten Sparkassen des Landkreises Wunsiedel, Wunsiedel
    3. Stadtsparkasse Marktredwitz, Marktredwitz, 2001 aufgenommen
27. Sparkasse Ingolstadt Eichstätt, am 1. Januar 2017 fusionierten
  1. Sparkasse Eichstätt, 1973 fusionierten
    1. Sparkasse Beilngries, Beilngries
    2. Kreis- und Stadtsparkasse Eichstätt, Eichstätt

  2. Sparkasse Ingolstadt, Ingolstadt
28. Kreissparkasse Kelheim, am 1. Mai 1972 fusionierten
  1. Kreissparkasse Abensberg, Abensberg
  2. Stadtsparkasse Kelheim, Kelheim
  3. Kreissparkasse Mainburg, Mainburg
  4. Kreissparkasse Riedenburg, Riedenburg
29. Sparkasse Kulmbach-Kronach, am 1. Juli 2005 fusionierten
  1. Sparkasse Kronach-Ludwigsstadt, am 1. August 1992 fusionierten
    1. Vereinigte Sparkassen Kronach, am 1. April 1938 fusionierten
      1. Bezirkssparkasse Kronach, Kronach
      2. Stadtsparkasse Kronach, Kronach

    2. Kreissparkasse Ludwigsstadt, Ludwigsstadt

  2. Sparkasse Kulmbach, am 1. Januar 1978 fusionierten
    1. Stadt- und Kreissparkasse Kulmbach, Kulmbach
    2. Kreissparkasse Stadtsteinach, Stadtsteinach
30. Sparkasse im Landkreis Cham, 1973 fusionierten
  1. Kreis- und Stadtsparkasse Cham-Furth i.Wald, Cham
  2. Kreissparkasse Kötzting, Kötzting
  3. Kreissparkasse Waldmünchen, Waldmünchen
31. Sparkasse im Landkreis Neustadt a. d. Aisch - Bad Windsheim, am 1. Januar 1975 fusionierten
  1. Kreis- und Stadtsparkasse Bad Windsheim, Bad Windsheim
  2. Sparkasse Emskirchen, Emskirchen
  3. Kreis- und Stadtsparkasse Neustadt a.d.Aisch, Neustadt an der Aisch
  4. Kreissparkasse Scheinfeld, Scheinfeld
  5. Kreis- und Stadtsparkasse Uffenheim, Uffenheim
32. Sparkasse im Landkreis Schwandorf, 1975 fusionierten
  1. Kreissparkasse Burglengenfeld, Burglengenfeld
  2. Kreis- und Stadtsparkasse Nabburg-Pfreimd, Nabburg
  3. Vereinigte Sparkassen Neunburg-Roding, 1973 fusionierten
    1. Kreissparkasse Neunburg vorm Wald, Neunburg vorm Wald
    2. Kreissparkasse Oberviechtach, Oberviechtach
    3. Kreissparkasse Roding, Roding

  4. Stadtsparkasse Schwandorf, Schwandorf
33. Sparkasse Landsberg-Dießen, 1953 fusionierten
  1. Marktsparkasse Dießen, Dießen am Ammersee
  2. Stadtsparkasse Landsberg a/Lech, Landsberg am Lech
34. Sparkasse Landshut, 1972 fusionierten
  1. Stadt- und Kreissparkasse Landshut, Landshut
  2. Kreissparkasse Mallersdorf, Mallersdorf
  3. Vereinigten Sparkassen im Landkreis Rottenburg a.d. Laaber, am 1. Januar 1937 fusionierten
    1. Marktsparkasse Langquaid, Langquaid
    2. Marktsparkasse Pfeffenhausen, Pfeffenhausen
    3. Sparkasse Rottenburg a.d. Laaber, Rottenburg an der Laaber

  4. Kreissparkasse Vilsbiburg, Vilsbiburg
35. Sparkasse Mainfranken Würzburg, am 1. Januar 2000 fusionierten
  1. Kreis- und Stadtsparkasse Kitzingen, Kitzingen
  2. Sparkasse Main-Spessart, 1992 fusionierten
    1. Kreissparkasse Main-Spessart, 1978 fusionierten
      1. Kreissparkasse Gemünden a.Main, Gemünden am Main
      2. Kreissparkasse Karlstadt-Arnstein, Karlstadt
      3. Kreissparkasse Marktheidenfeld-Stadtprozelten, Marktheidenfeld

    2. Stadt- und Kreissparkasse Lohr am Main, Lohr am Main

  3. Kreissparkasse Würzburg, Würzburg
    1. Stadtsparkasse Ochsenfurt, Ochsenfurt

  4. Städtische Sparkasse Würzburg, Würzburg
36. Kreissparkasse Miesbach-Tegernsee, 1997 fusionierten
  1. Kreissparkasse Miesbach, Miesbach
  2. Kreissparkasse Tegernsee, Tegernsee
37. Sparkasse Mittelfranken-Süd, am 1. Mai 2003 fusionierten
  1. Sparkasse Roth-Schwabach, am 1. Juli 1977 fusionierten
    1. Kreissparkasse Hilpoltstein, Hilpoltstein
    2. Stadtsparkasse Roth, Roth
    3. Kreis- und Stadtsparkasse Schwabach, Schwabach
    4. Städtische Sparkasse Spalt, Spalt

  2. Vereinigte Sparkassen Weißenburg i. Bay., Weißenburg in Bayern
38. Kreissparkasse München Starnberg Ebersberg, am 1. Mai 2011 fusionierten
  1. Kreissparkasse München Starnberg, am 1. April 2000 fusionierten
    1. Kreissparkasse München, München
    2. Vereinigte Sparkassen im Landkreis Starnberg, 1989 fusionierten
      1. Gemeindesparkasse Gauting, Gauting
      2. Kreissparkasse Starnberg, Starnberg

  2. Kreissparkasse Ebersberg, Ebersberg
39. Stadtsparkasse München, München
40. Sparkasse Neumarkt i.d.OPf.-Parsberg, 1977 fusionierten
  1. Kreis- und Stadtsparkasse Neumarkt, Neumarkt in der Oberpfalz
  2. Sparkasse Parsberg, Parsberg
41. Sparkasse Neu-Ulm - Illertissen, 1994 fusionierten
  1. Kreissparkasse Illertissen-Babenhausen, Illertissen
  2. Sparkasse Neu-Ulm, Neu-Ulm
42. Sparkasse Niederbayern-Mitte, am 1. April 2007 fusionierten
  1. Sparkasse Dingolfing-Landau, am 1. Januar 1972 fusionierten
    1. Kreissparkasse Dingolfing, Dingolfing
    2. Kreissparkasse Landau a.d.Isar, Landau an der Isar

  2. Sparkasse Straubing-Bogen, 1970 fusionierten
    1. Kreissparkasse Bogen, Bogen
    2. Kreissparkasse Straubing, Straubing
    3. Stadtsparkasse Straubing, Straubing, am 1. Januar 1979 aufgenommen
43. Sparkasse Nordschwaben, am 1. Januar 2025 fusionierten
  1. Sparkasse Dillingen-Nördlingen, am 1. September 2019 fusionierten
    1. Kreis- und Stadtsparkasse Dillingen, Dillingen an der Donau
    2. Sparkasse Nördlingen, Nördlingen

  2. Sparkasse Donauwörth, am 1. Januar 1994 fusionierten
    1. Vereinigte Sparkassen Donauwörth, Donauwörth
    2. Stadt- und Kreissparkasse Oettingen, Oettingen in Bayern
44. Sparkasse Nürnberg, am 1. Januar 2001 fusionierten
  1. Kreissparkasse Nürnberg, 1974 fusionierten
    1. Stadt- und Kreissparkasse Hersbruck, Hersbruck
    2. Stadt- und Kreissparkasse Lauf-Röthenbach, Lauf an der Pegnitz
    3. Kreissparkasse Nürnberg, Nürnberg
    4. Kreis- und Gemeindesparkasse Schnaittach, Schnaittach

  2. Stadtsparkasse Nürnberg, Nürnberg
45. Sparkasse Oberland, am 1. April 2017 fusionierten
  1. Kreissparkasse Schongau, Schongau
  2. Vereinigte Sparkassen im Landkreis Weilheim, 1959 fusionierten
    1. Sparkasse Murnau, Murnau am Staffelsee
    2. Vereinigte Sparkassen Weilheim-Penzberg und Peißenberg, 1954 fusionierten
      1. Sparkasse Peißenberg, Peißenberg
      2. Stadtsparkasse Weilheim, Weilheim in Oberbayern
        1. Stadtsparkasse Penzberg, Penzberg, 1953 aufgenommen

  3. Kreissparkasse Garmisch-Partenkirchen, Garmisch-Partenkirchen, am 1. Juni 2022 aufgenommen
46. Sparkasse Oberpfalz Nord, am 1. August 2005 fusionierten
  1. Sparkasse im Landkreis Tirschenreuth, es fusionierten
    1. Kreissparkasse Kemnath, Kemnath
    2. Kreis- und Stadtsparkasse Tirschenreuth, Tirschenreuth
    3. Kreis- und Stadtsparkasse Waldsassen, Waldsassen

  2. Stadtsparkasse Weiden, Weiden in der Oberpfalz
47. Sparkasse Passau, 1972 fusionierten
  1. Vereinigte Sparkassen im Landkreis Griesbach, Bad Griesbach im Rottal
  2. Kreissparkasse Passau-Wegscheid, Passau
  3. Stadtsparkasse Passau, Passau
  4. Kreissparkasse Vilshofen, Vilshofen an der Donau, 1975 aufgenommen
48. Sparkasse Pfaffenhofen, Pfaffenhofen an der Ilm
49. Sparkasse Regen-Viechtach, es fusionierten
  1. Kreissparkasse Regen, Regen
  2. Kreissparkasse Viechtach, Viechtach
50. Sparkasse Regensburg, 1982 fusionierten
  1. Kreissparkasse Regensburg-Land, Regensburg
    1. Kreissparkasse Parsberg in Hemau, Hemau, 1973 aufgenommen

  2. Städtische Sparkasse Regensburg, Regensburg
51. Sparkasse Rosenheim-Bad Aibling, am 1. April 2005 fusionierten
  1. Kreissparkasse Bad Aibling, Bad Aibling
  2. Sparkasse Rosenheim, Rosenheim
    1. Bezirkssparkasse Prien, Prien am Chiemsee, 1924 aufgenommen
52. Sparkasse Rottal-Inn, am 1. Mai 1974 fusionierten
  1. Sparkasse Eggenfelden, Eggenfelden
  2. Kreis- und Stadtsparkasse Pfarrkirchen-Simbach am Inn, 1951 fusionierten
    1. Kreis- und Stadtsparkasse Pfarrkirchen, Pfarrkirchen
    2. Kreissparkasse Simbach, Simbach am Inn
53. Sparkasse Schwaben-Bodensee, am 1. Januar 2022 fusionierten
  1. Kreissparkasse Augsburg, Augsburg
    1. Kreis- und Stadtsparkasse Schwabmünchen, Schwabmünchen, am 1. September 1998 aufgenommen

  2. Sparkasse Memmingen-Lindau-Mindelheim, am 1. Januar 2001 fusionierten
    1. Stadt- und Kreissparkasse Lindau, Lindau
    2. Sparkasse Memmingen-Mindelheim, 1977 fusionierten
      1. Kreis- und Stadtsparkasse Memmingen, am 1. Juli 1943 fusionierten
        1. Kreissparkasse Memmingen-Ottobeuren, Memmingen
        2. Städtische Sparkasse Memmingen, Memmingen

      2. Kreis- und Stadtsparkasse Mindelheim, Mindelheim

  3. Sparkasse Günzburg-Krumbach, am 1. Juli 2024 aufgenommen; am 1. Juli 2001 fusionierten
    1. Kreis- und Stadtsparkasse Günzburg, Günzburg
    2. Kreis- und Stadtsparkasse Krumbach, Krumbach
54. Sparkasse Schweinfurt-Haßberge, am 1. Januar 2018 fusionierten
  1. Sparkasse Ostunterfranken, es fusionierten
    1. Kreissparkasse Ebern, Ebern
    2. Kreissparkasse Haßfurt, Haßfurt
    3. Kreissparkasse Hofheim in Unterfranken, Hofheim in Unterfranken
    4. Städtische Sparkasse Königsberg in Bayern, Königsberg in Bayern

  2. Sparkasse Schweinfurt, am 1. Januar 2007 fusionierten
    1. Kreissparkasse Schweinfurt, 1934 fusionierten
      1. Bezirkskasse Schweinfurt, Schweinfurt
      2. Bezirkskasse Werneck, Werneck
      3. Kreissparkasse Gerolzhofen, Gerolzhofen, 1973 aufgenommen

    2. Städtische Sparkasse Schweinfurt, Schweinfurt
55. Kreissparkasse Traunstein-Trostberg, es fusionierten
  1. Kreissparkasse Traunstein, Traunstein
  2. Kreissparkasse Trostberg, Trostberg
56. Kreis- und Stadtsparkasse Wasserburg am Inn, am 1. März 1937 fusionierten
  1. Bezirkssparkasse Haag i. Obb., Haag in Oberbayern
  2. Städtische Sparkasse Wasserburg a. Inn, Wasserburg am Inn

### Berlin
1. Berliner Sparkasse, am 1. Oktober 1990 fusionierten
  1. Sparkasse der Stadt Berlin (West), Berlin
  2. Sparkasse der Stadt Berlin, Berlin

### Brandenburg
1. Sparkasse Barnim, 1994 fusionierten
  1. Kreissparkasse Bernau, Bernau
  2. Kreissparkasse Eberswalde, Eberswalde
2. Sparkasse Elbe-Elster, am 1. Januar 1995 fusionierten
  1. Kreissparkasse Bad Liebenwerda, Bad Liebenwerda
  2. Kreissparkasse Finsterwalde, Finsterwalde
  3. Kreissparkasse Herzberg, Herzberg (Elster)
3. Sparkasse Märkisch-Oderland, am 1. Juli 1994 fusionierten
  1. Kreissparkasse Bad Freienwalde, Bad Freienwalde
  2. Kreissparkasse Seelow, Seelow
  3. Kreissparkasse Strausberg, Strausberg
4. Mittelbrandenburgische Sparkasse in Potsdam, am 1. Juli 1991 fusionierten
  1. Kreissparkasse Belzig, Bad Belzig
  2. Stadt- und Kreissparkasse Brandenburg, Brandenburg an der Havel
  3. Kreissparkasse Nauen, Nauen
  4. Kreissparkasse Oranienburg, Oranienburg
  5. Sparkasse Potsdam, Potsdam
  6. Kreissparkasse Gransee, Gransee, am 1. Juli 1993 aufgenommen
  7. Kreissparkasse Rathenow, Rathenow, am 1. Juli 1994 aufgenommen
  8. Kreissparkasse Teltow-Fläming, am 12. Februar 2004 aufgenommen, am 1. Januar 1995 fusionierten
    1. Kreissparkasse Jüterbog, Jüterbog
    2. Kreissparkasse Luckenwalde, Luckenwalde
    3. Kreissparkasse Zossen, Zossen

  9. Sparkasse Dahme-Spreewald, am 1. Januar 2005 aufgenommen, 1993 fusionierten
    1. Kreissparkasse Königs Wusterhausen, Königs Wusterhausen
    2. Kreissparkasse Lübben, Lübben
    3. Kreissparkasse Luckau, Luckau
5. Sparkasse Niederlausitz, 1994 fusionierten
  1. Kreissparkasse Calau, Calau
  2. Kreissparkasse Senftenberg, Senftenberg
6. Sparkasse Oder-Spree, 1994 fusionierten
  1. Kreissparkasse Beeskow, Beeskow
  2. Kreissparkasse Eisenhüttenstadt, Eisenhüttenstadt
  3. Kreissparkasse Fürstenwalde, Fürstenwalde/Spree
  4. Stadtsparkasse Frankfurt (Oder), Frankfurt (Oder), am 1. Mai 2003 aufgenommen
7. Sparkasse Ostprignitz-Ruppin, am 1. Mai 1993 fusionierten
  1. Kreissparkasse Kyritz, Kyritz
  2. Kreissparkasse Neuruppin, Neuruppin
  3. Kreissparkasse Wittstock, Wittstock/Dosse
8. Sparkasse Prignitz, 1994 fusionierten
  1. Kreissparkasse Perleberg, Perleberg
  2. Kreissparkasse Pritzwalk, Pritzwalk
9. Stadtsparkasse Schwedt, Schwedt/Oder
10. Sparkasse Spree-Neiße, am 1. Januar 1995 fusionierten
  1. Stadt- und Kreissparkasse Cottbus, Cottbus
  2. Kreissparkasse Forst, Forst
  3. Kreissparkasse Guben, Guben
  4. Kreissparkasse Spremberg, Spremberg
11. Sparkasse Uckermark, am 1. November 1994 fusionierten
  1. Kreissparkasse Angermünde, Angermünde
  2. Kreissparkasse Prenzlau, Prenzlau
  3. Kreissparkasse Templin, Templin

### Bremen
1. Sparkasse Bremen AG, Bremen
2. Weser-Elbe-Sparkasse, am 1. September 2014 fusionierten
  1. Sparkasse Bremerhaven, am 31. Dezember 1939 fusionierten
    1. Städtische Sparkasse Wesermünde, 1924 fusionierten
      1. Geestemünde-Geestendorfer Sparcasse, Bremerhaven-Geestemünde
      2. Fleckensparkasse Lehe, Bremerhaven-Lehe

    2. Städtische Sparkasse in Bremerhaven, Bremerhaven

  2. Kreissparkasse Wesermünde-Hadeln, am 1. Januar 1979 fusionierten
    1. Kreissparkasse Wesermünde, Bremerhaven
    2. Kreissparkasse des Landes Hadeln, Otterndorf

### Hamburg
1. Hamburger Sparkasse AG, am 16. Juni 1972 fusionierten
  1. Hamburger Sparcasse von 1827, Hamburg
  2. Neue Sparkasse von 1864, Hamburg
2. Sparkasse Harburg-Buxtehude, am 1. Januar 2000 fusionierten
  1. Stadtsparkasse Buxtehude, Buxtehude
  2. Kreissparkasse Harburg, Hamburg

### Hessen
1. Sparkasse Bad Hersfeld-Rotenburg, am 1. Januar 1974 fusionierten
  1. Kreis- und Stadtsparkasse Bad Hersfeld, Bad Hersfeld
  2. Kreissparkasse Rotenburg a. d. Fulda, Rotenburg an der Fulda
2. Sparkasse Bensheim, Bensheim
  1. Bezirkssparkasse Lorsch, Lorsch, 1941 aufgenommen
  2. Bezirkssparkasse Zwingenberg, Zwingenberg, 1942 aufgenommen
3. Sparkasse Borken-Schwalmstadt, am 1. Juli 2023 fusionierten
  1. Stadtsparkasse Borken, Borken
  2. Stadtsparkasse Schwalmstadt, Schwalmstadt
4. Stadt- und Kreissparkasse Darmstadt, Darmstadt
5. Sparkasse Dieburg, Groß-Umstadt
6. Sparkasse Dillenburg, Dillenburg
7. Frankfurter Sparkasse, am 8. März 1989 fusionierten
  1. Frankfurter Sparkasse von 1822, Frankfurt am Main
  2. Stadtsparkasse Frankfurt am Main, Frankfurt am Main
8. Sparkasse Fulda, am 1. April 1998 fusionierten
  1. Kreissparkasse Fulda, Fulda
    1. Kreis- und Stadtsparkasse Hünfeld, Hünfeld, 1976 aufgenommen

  2. Städtische Sparkasse und Landesleihbank, 1955 fusionierten
    1. Landesleihbank Fulda, Fulda
    2. Städtische Sparkasse Fulda, Fulda
9. Kreissparkasse Gelnhausen, Gelnhausen
10. Sparkasse Gießen, Gießen
11. Stadtsparkasse Grebenstein, Grebenstein
12. Kreissparkasse Groß-Gerau, Groß-Gerau
13. Sparkasse Grünberg, Grünberg (Hessen)
14. Sparkasse Hanau, am 1. Januar 1991 fusionierten
  1. Kreissparkasse Hanau, Hanau
  2. Stadtsparkasse und Landesleihbank Hanau, am 1. Januar 1955 fusionierten
    1. Landesleihbank Hanau, Hanau
    2. Stadtsparkasse Hanau, Hanau
15. Kasseler Sparkasse, am 1. Januar 1997 fusionierten
  1. Kreissparkasse Kassel, 1994 fusionierten
    1. Kreissparkasse Hofgeismar, Hofgeismar
    2. Kreissparkasse Kassel, Kassel
    3. Kreissparkasse Wolfhagen, Wolfhagen

  2. Stadtsparkasse Kassel, Kassel
16. Sparkasse Langen-Seligenstadt, am 1. Januar 1992 fusionierten
  1. Bezirkssparkasse Langen, Langen (Hessen)
  2. Bezirkssparkasse Seligenstadt, Seligenstadt
17. Sparkasse Laubach-Hungen, Laubach
18. Kreissparkasse Limburg, Limburg an der Lahn
19. Sparkasse Marburg-Biedenkopf, am 1. Januar 1991 fusionierten
  1. Kreissparkasse Biedenkopf, Biedenkopf
  2. Kreissparkasse Marburg, Marburg
  3. Stadtsparkasse Marburg, Marburg
  4. Sparkasse Battenberg, Battenberg (Eder), am 1. Juli 2025 aufgenommen
20. Nassauische Sparkasse, Wiesbaden
21. Sparkasse Oberhessen, am 1. Januar 2006 fusionierten
  1. Sparkasse Vogelsbergkreis, 1991 fusionierten
    1. Kreissparkasse Alsfeld, Alsfeld
    2. Kreissparkasse Lauterbach, 1942 fusionierten
      1. Bezirkssparkasse Herbstein, Herbstein
      2. Bezirkssparkasse Lauterbach, Lauterbach (Hessen)
      3. Bezirkssparkasse Schlitz, Schlitz
      4. Spar- und Leihkasse Ulrichstein, Ulrichstein, 1978 aufgenommen

  2. Sparkasse Wetterau, 1990 fusionierten
    1. Kreissparkasse Büdingen in Nidda, 1942 fusionierten
      1. Bezirkssparkasse Büdingen, Büdingen
      2. Bezirkskasse Nidda, Nidda
        1. Bezirkssparkasse Ortenberg, Ortenberg (Hessen), 1935 aufgenommen

      3. Bezirkskasse Schotten, Schotten

    2. Kreissparkasse Friedberg, 1942 fusionierten
      1. Bezirkskasse Bad Vilbel, Bad Vilbel
      2. Bezirkskasse Butzbach, Butzbach
      3. Bezirkskasse Friedberg, Friedberg (Hessen)
22. Sparkasse Odenwaldkreis, Erbach (Odenwald)
23. Städtische Sparkasse Offenbach am Main, Offenbach am Main
24. Kreissparkasse Schlüchtern, Schlüchtern
25. Kreissparkasse Schwalm-Eder, es fusionierten
  1. Kreissparkasse Fritzlar-Homberg, Fritzlar
  2. Kreis- und Stadtsparkasse Melsungen, Melsungen
  3. Kreissparkasse Ziegenhain, Ziegenhain
  4. Stadtsparkasse Homberg, Homberg (Efze), 1990 aufgenommen
  5. Stadtsparkasse Spangenberg, Spangenberg, 1999 aufgenommen
  6. Stadtsparkasse Felsberg, Felsberg, am 1. April 2017 aufgenommen
26. Sparkasse Starkenburg, Heppenheim
27. Taunus Sparkasse, am 1. Januar 1991 fusionierten
  1. Kreissparkasse des Hochtaunuskreises, Bad Homburg vor der Höhe
  2. Kreissparkasse des Main-Taunus-Kreises, Frankfurt-Höchst
28. Sparkasse Waldeck-Frankenberg, 1998 fusionierten
  1. Kreissparkasse Frankenberg (Eder), Frankenberg (Eder)
  2. Kreissparkasse Waldeck in Korbach, Korbach
29. Kreissparkasse Weilburg, Weilburg
30. Sparkasse Werra-Meißner, am 1. Januar 1991 fusionierten
  1. Kreissparkasse Eschwege, Eschwege
  2. Kreissparkasse Witzenhausen, Witzenhausen
31. Sparkasse Wetzlar, Wetzlar

### Mecklenburg-Vorpommern
1. Sparkasse Mecklenburg-Nordwest, am 1. Juni 1994 fusionierten
  1. Kreissparkasse Gadebusch, Gadebusch
  2. Kreissparkasse Grevesmühlen, Grevesmühlen
  3. Sparkasse Wismar, Wismar
2. Sparkasse Mecklenburg-Schwerin, am 1. Januar 2021 fusionierten
  1. Sparkasse Mecklenburg-Schwerin, am 1. Januar 2007 fusionierten
    1. Kreissparkasse Ludwigslust, Ludwigslust
      1. Kreissparkasse Hagenow, Hagenow, 1995 aufgenommen

    2. Sparkasse Schwerin, Schwerin

  2. Sparkasse Parchim-Lübz, am 1. Januar 1992 fusionierten
    1. Kreissparkasse Lübz, Lübz
    2. Kreissparkasse Parchim, Parchim
    3. Kreissparkasse Sternberg, Sternberg, am 1. Januar 1994 aufgenommen
3. Sparkasse Mecklenburg-Strelitz, Neustrelitz
4. Müritz-Sparkasse, 1992 fusionierten
  1. Kreissparkasse Röbel, Röbel/Müritz
  2. Kreissparkasse Waren, Waren (Müritz)
5. Sparkasse Neubrandenburg-Demmin, 2003 fusionierten
  1. Kreissparkasse Demmin, Demmin
    1. Kreissparkasse Altentreptow, Altentreptow, aufgenommen
    2. Kreissparkasse Malchin, Malchin, aufgenommen

  2. Stadtsparkasse Neubrandenburg, Neubrandenburg
6. OstseeSparkasse Rostock, 1994 fusionierten
  1. Kreissparkasse Bad Doberan, Bad Doberan
  2. Kreissparkasse Bützow, Bützow
  3. Kreissparkasse Güstrow, Güstrow
  4. Sparkasse Rostock, Rostock
  5. Kreissparkasse Teterow, Teterow
7. Sparkasse Uecker-Randow, 1994 fusionierten
  1. Kreissparkasse Pasewalk, Pasewalk
  2. Kreissparkasse Strasburg, Strasburg
  3. Kreissparkasse Ueckermünde, Ueckermünde
8. Sparkasse Vorpommern, 1999 fusionierten
  1. Kreissparkasse Anklam, Anklam
  2. Kreissparkasse Ribnitz-Damgarten, Ribnitz-Damgarten
  3. Sparkasse Vorpommern, am 1. Januar 1992 fusionierten
    1. Sparkasse Greifswald, Greifswald
    2. Kreissparkasse Grimmen, Grimmen

  4. Kreissparkasse Wolgast, Wolgast
  5. Sparkasse Hansestadt Stralsund, Stralsund, zum 1. Januar 2005 aufgenommen
  6. Sparkasse Rügen, Bergen auf Rügen, zum 1. Januar 2013 aufgenommen

### Niedersachsen
1. Sparkasse Aurich-Norden, am 1. März 2001 fusionierten
  1. Kreissparkasse Aurich – Ostfriesische Sparkasse –, Aurich
  2. Kreis- und Stadtsparkasse Norden, Norden
2. Stadtsparkasse Bad Pyrmont, Bad Pyrmont
3. Stadtsparkasse Barsinghausen, Barsinghausen
4. Kreissparkasse Bersenbrück, Bersenbrück
  1. Kreisbank Bersenbrück, Bersenbrück, 1934 aufgenommen
  2. Stadtsparkasse Bramsche, Bramsche, 1932 aufgenommen
  3. Stadtsparkasse Quakenbrück, Quakenbrück, 1934 aufgenommen
5. Braunschweigische Landessparkasse, Braunschweig
6. Stadtsparkasse Burgdorf, Burgdorf
7. Sparkasse Celle-Gifhorn-Wolfsburg, am 1. September 2019 fusionierten
  1. Sparkasse Celle, es fusionierten
    1. Kreissparkasse Celle, Celle
    2. Stadtsparkasse Celle, Celle

  2. Sparkasse Gifhorn-Wolfsburg, Gifhorn (bis 1977 Kreissparkasse Gifhorn)
    1. Stadtsparkasse Gifhorn, Gifhorn, am 1. Juni 1934 aufgenommen
    2. Kreissparkasse Wittingen, Wittingen, am 1. Juni 1934 aufgenommen
8. Stadtsparkasse Cuxhaven, Cuxhaven
9. Kreissparkasse Diepholz, am 1. Juli 2024 fusionierten
  1. Kreissparkasse Grafschaft Diepholz, Diepholz
  2. Kreissparkasse Syke, am 1. Juni 1934 fusionierten
    1. Sparkasse des Kreises Grafschaft Hoya zu Bassum, Bassum
    2. Sparkasse des Kreises Grafschaft Hoya zu Syke, Syke
    3. Sparkasse der Gemeinde Twistringen, Twistringen
    4. Sparkasse des Kreises Grafschaft Hoya zu Hoya, Hoya, am 1. Oktober 1935 aufgenommen
10. Sparkasse Duderstadt, 1972 fusionierten
  1. Stadtsparkasse Duderstadt, Duderstadt
  2. Sparkasse des Kreises Duderstadt, Gieboldehausen
11. Sparkasse Einbeck, 1943 fusionierten
  1. Kreissparkasse Einbeck, Einbeck
  2. Stadtsparkasse Einbeck, Einbeck
12. Sparkasse Emden, Emden
13. Sparkasse Emsland, am 1. Januar 2001 fusionierten
  1. Kreissparkasse Aschendorf-Hümmling zu Papenburg, 1935 fusionierten
    1. Kreissparkasse Aschendorf, Aschendorf
    2. Sparkasse des Amtes Hümmling, Sögel
    3. Städtische Sparkasse zu Papenburg, Papenburg, 1969 aufgenommen

  2. Kreissparkasse Lingen (Ems), 1934 fusionierten
    1. Sparkasse des Amtes Freren, Freren
    2. Stadtsparkasse Lingen, Lingen

  3. Kreissparkasse Meppen, 1934 fusionierten
    1. Stadtsparkasse Haselünne, Haselünne
    2. Sparkasse der Stadt Meppen, Meppen
14. Sparkasse Göttingen, am 1. Januar 1990 fusionierten
  1. Kreissparkasse Göttingen, 1931 fusionierten
    1.       1. Sparkasse des Landkreises Göttingen zu Göttingen, Göttingen

    2. Sparkasse des Landkreises Göttingen zu Reinhausen, Reinhausen

  2. Städtische Sparkasse zu Göttingen, Göttingen
  3. Sparkasse Münden, Hann. Münden, am 1. Juli 2020 aufgenommen
15. Kreissparkasse Grafschaft Bentheim zu Nordhorn, am 12. Juni 1933 fusionierten
  1. Amtssparkasse Bentheim, Bad Bentheim
  2. Amtssparkasse Neuenhaus, Neuenhaus
  3. Städtische Sparkasse Nordhorn, Nordhorn
  4. Stadtsparkasse Schüttorf, Schüttorf, am 1. Oktober 1933 aufgenommen
16. Sparkasse Hameln-Weserbergland, am 1. Januar 2016 fusionierten
  1. Stadtsparkasse Hameln, Hameln
  2. Sparkasse Weserbergland, am 1. Januar 1999 fusionierten
    1. Stadtsparkasse Bodenwerder, Bodenwerder
    2. Kreissparkasse Hameln-Pyrmont, Hameln
    3. Stadtsparkasse Hessisch Oldendorf, Hessisch Oldendorf, zum 1. Januar 2000 aufgenommen
17. Sparkasse Hannover, am 1. Januar 2003 fusionierten
  1. Kreissparkasse Hannover, am 1. Januar 1975 fusionierten
    1. Kreissparkasse Burgdorf, Burgdorf
    2. Sparkasse des Landkreises Hannover, Hannover
    3. Kreissparkasse Neustadt am Rübenberge, Neustadt am Rübenberge
    4. Kreissparkasse Springe, Springe

  2. Stadtsparkasse Hannover, Hannover
  3. Stadtsparkasse Wunstorf, Wunstorf, am 1. Januar 2025 aufgenommen
18. Sparkasse Hildesheim Goslar Peine, am 1. Januar 2017 fusionierten
  1. Sparkasse Hildesheim, 2005 fusionierten
    1. Kreissparkasse Hildesheim, 1997 fusionierten
      1. Kreissparkasse Alfeld, Alfeld
        1. Stadtsparkasse Gronau, Gronau, 1942 aufgenommen
        2. Kreissparkasse Gronau, Gronau, 1937 aufgenommen
        3. Stadtsparkasse Elze, Elze, 1934 aufgenommen

      2. Kreissparkasse Hildesheim, 1969 fusionierten
        1. Kreissparkasse Bockenem, Bockenem
        2. Kreissparkasse Hildesheim-Marienburg, Hildesheim

    2. Stadtsparkasse Hildesheim, Hildesheim

  2. Sparkasse Goslar/Harz, am 1. Januar 2002 fusionierten
    1. Kreissparkasse Clausthal-Zellerfeld, Clausthal-Zellerfeld
    2. Stadtsparkasse Goslar, Goslar
    3. Sparkasse des Landkreises Goslar, Salzgitter-Bad

  3. Kreissparkasse Peine, Peine
    1. Stadtsparkasse Peine, 1936 aufgenommen
19. Sparkasse LeerWittmund, am 1. Januar 2007 fusionierten
  1. Sparkasse Leer-Weener, 1975 fusionierten
    1. Kreis- und Stadtsparkasse Leer, 1935 fusionierten
      1. Kreissparkasse Leer, Leer
        1. Sparkasse des Kreises Weener, Weener, 1933 aufgenommen

      2. Städtische Sparkasse Leer, Leer

    2. Sparkasse der Stadt Weener, Weener

  2. Kreissparkasse Wittmund, Wittmund
20. Sparkasse Lüneburg, am 1. Januar 1991 fusionierten
  1. Kreissparkasse Lüneburg, Lüneburg
  2. Stadtsparkasse Lüneburg, Lüneburg
21. Kreissparkasse Melle, Melle
22. Sparkasse Nienburg, am 1. Januar 2001 fusionierten
  1. Kreis- und Stadtsparkasse Nienburg, Nienburg/Weser
  2. Zweckverbandssparkasse Stolzenau, Stolzenau
  3. Zweckverbandssparkasse Uchte, Uchte
23. Kreis-Sparkasse Northeim, Northeim
  1. Kreissparkasse Uslar, Uslar, am 1. April 1934 aufgenommen
  2. Stadtsparkasse Northeim, Northeim, am 1. Juli 1943 aufgenommen
  3. Stadtsparkasse Dassel, Dassel, am 1. Januar 1974 aufgenommen
  4. Stadtsparkasse Moringen, Moringen, am 1. April 1979 aufgenommen
24. Landessparkasse zu Oldenburg, Oldenburg
25. Sparkasse Osnabrück, am 1. Mai 1997 fusionierten
  1. Kreissparkasse Osnabrück, am 1. Januar 1975 fusionierten
    1. Kreissparkasse Osnabrück, am 30. März 1933 fusionierten
      1. Sparkasse des Kreises Iburg, Bad Iburg
      2. Spar-, Leih- und Vorschußkasse des Amtes Osnabrück, Osnabrück
      3. Samtgemeindesparkasse Dissen, Dissen am Teutoburger Wald, am 1. April 1934 aufgenommen
      4. Sparkasse zu Schledehausen, Bissendorf, am 1. April 1934 aufgenommen

    2. Kreissparkasse Wittlage, Bohmte
      1. Sparkasse der Samtgemeinden Essen und Lintorf, Bad Essen, am 1. April 1934 aufgenommen

  2. Stadtsparkasse Osnabrück, Osnabrück
26. Sparkasse Osterode am Harz, am 1. Juli 2005 fusionierten
  1. Sparkasse im Kreis Osterode, es fusionierten
    1. Stadtsparkasse Bad Lauterberg im Harz, Bad Lauterberg im Harz
    2. Kreissparkasse Osterode am Harz, Herzberg am Harz

  2. Stadtsparkasse Osterode, Osterode am Harz
  3. Stadtsparkasse Bad Sachsa, Bad Sachsa, am 1. Januar 2020 aufgenommen
27. Sparkasse Rotenburg Osterholz, am 1. Januar 2018 fusionierten
  1. Kreissparkasse Osterholz, Osterholz-Scharmbeck
  2. Sparkasse Rotenburg-Bremervörde, 2000 fusionierten
    1. Kreissparkasse Bremervörde, Bremervörde
    2. Kreissparkasse Rotenburg, Rotenburg (Wümme)
28. Sparkasse Schaumburg, 1999 fusionierten
  1. Sparkasse Grafschaft Schaumburg, Rinteln
  2. Sparkasse Schaumburg-Lippe, 1994 fusionierten
    1. Sparkasse Bückeburg-Obernkirchen, 1993 fusionierten
      1. Kreis- und Stadtsparkasse Bückeburg, Bückeburg
      2. Stadtsparkasse Obernkirchen, Obernkirchen

    2. Kreis- und Stadtsparkasse Stadthagen, Stadthagen
29. Sparkasse Scheeßel, Scheeßel
30. Kreissparkasse Soltau, 1934 fusionierten
  1. Sparkasse zu Schneverdingen, Schneverdingen
  2. Sparkasse zu Soltau, Soltau
31. Kreissparkasse Stade, am 1. April 1934 fusionierten
  1. Kreissparkasse Kehdingen, am 1. Januar 1932 fusionierten
    1. Sparkasse des Kreises Kehdingen zu Assel, Assel
    2. Sparkasse des Kreises Kehdingen zu Freiburg, Freiburg/Elbe

  2. Sparkasse Harsefeld, Harsefeld
  3. Sparkasse Himmelpforten, Himmelpforten
  4. Sparkasse Horneburg, Horneburg
32. Sparkasse Stade-Altes Land, am 1. Januar 2000 fusionierten
  1. Altländer Sparkasse, Jork
  2. Stadt-Sparkasse Stade, Stade
33. Sparkasse Uelzen Lüchow-Dannenberg, am 1. Januar 2006 fusionierten
  1. Kreissparkasse Lüchow-Dannenberg, Dannenberg
    1. Sparkasse der Stadt Dannenberg, Dannenberg, aufgenommen
    2. Sparkasse zu Schnackenburg, Schnackenburg, aufgenommen
    3. Stadtsparkasse Lüchow, Lüchow, aufgenommen
    4. Kreissparkasse Lüchow, Lüchow, aufgenommen
    5. Gemeindesparkasse Bergen, Bergen an der Dumme, 2000 aufgenommen

  2. Sparkasse Uelzen, 1992 fusionierten
    1. Kreissparkasse Uelzen, 1933 fusionierten
      1. Sparkasse für das Amt Oldenstadt, Uelzen-Oldenstadt
      2. Spar-, Leih- und Vorschuss-Casse d. Amts Medingen, Medingen

    2. Stadtsparkasse Uelzen, Uelzen
34. Kreissparkasse Verden, am 1. Mai 1935 fusionierten
  1. Amtssparkasse Achim, Achim
  2. Amtssparkasse Verden, Verden (Aller)
  3. Sparkasse der Stadt Verden, Verden (Aller)
35. Kreissparkasse Walsrode, Walsrode
  1. Sparkasse zu Fallingbostel, Bad Fallingbostel, 1934 aufgenommen
  2. Stadtsparkasse Rethem, Rethem, 1934 aufgenommen
36. Sparkasse Wilhelmshaven, Wilhelmshaven

### Nordrhein-Westfalen
1. Sparkasse Aachen, am 1. Januar 1993 fusionierten
  1. Kreissparkasse Aachen, Aachen
    1. Stadtsparkasse Eschweiler, Eschweiler, am 1. Oktober 1942 aufgenommen
    2. Kreissparkasse Monschau, Monschau, zum 1. Juli 1973 aufgenommen
    3. Städtische Sparkasse Stolberg, Stolberg, 1932 aufgenommen

  2. Stadtsparkasse Aachen, Aachen
2. Sparkasse an der Lippe, am 1. Januar 2016 fusionierten
  1. Sparkasse Lünen, Lünen
  2. Stadtsparkasse Werne, Werne
3. Sparkasse an Ennepe und Ruhr, am 1. Januar 2022 fusionierten
  1. Sparkasse Ennepetal-Breckerfeld, am 1. Januar 1976 fusionierten
    1. Stadtsparkasse Breckerfeld, Breckerfeld
    2. Sparkasse der Stadt Ennepetal, Ennepetal

  2. Sparkasse Gevelsberg-Wetter, am 1. Juni 2017 fusionierten
    1. Stadtsparkasse Gevelsberg, Gevelsberg
    2. Stadtsparkasse Wetter, Wetter (Ruhr)
4. Sparkasse an Volme und Ruhr, am 1. September 2022 fusionierten
  1. Sparkasse HagenHerdecke, am 1. September 2016 fusionierten
    1. Sparkasse Hagen, Hagen
    2. Stadtsparkasse Herdecke, Herdecke

  2. Sparkasse Lüdenscheid, 2003 fusionierten
    1. Sparkasse Halver-Schalksmühle, 1970 fusionierten
      1. Amtssparkasse Halver, Halver
      2. Amtssparkasse Schalksmühle, Schalksmühle

    2. Sparkasse Lüdenscheid, am 1. Januar 1970 fusionierten
      1. Amtssparkasse Lüdenscheid, Lüdenscheid
      2. Städtische Sparkasse Lüdenscheid, Lüdenscheid
5. Sparkasse Attendorn-Lennestadt-Kirchhundem, 1993 fusionierten
  1. Sparkasse Attendorn, Attendorn
  2. Sparkasse Lennestadt-Kirchhundem, Lennestadt, 1977 fusionierten
    1. Sparkasse Altenhundem, Lennestadt-Altenhundem
    2. Sparkasse Grevenbrück, Lennestadt-Grevenbrück
6. Sparkasse Bad Oeynhausen - Porta Westfalica, am 1. Januar 2018 fusionierten
  1. Stadtsparkasse Bad Oeynhausen, Bad Oeynhausen
  2. Stadtsparkasse Porta Westfalica, Porta Westfalica
7. Sparkasse Bergkamen-Bönen, Bergkamen
8. Sparkasse Bielefeld, am 1. Januar 1974 fusionierten
  1. Stadt-Sparkasse Bielefeld, Bielefeld
  2. Kreis-Sparkasse Bielefeld, Bielefeld
  3. Städtische Sparkasse Brackwede, Bielefeld-Brackwede
9. Stadtsparkasse Bocholt, Bocholt
10. Sparkasse Bochum, Bochum
  1. Stadtsparkasse Wattenscheid, Wattenscheid, 1975 aufgenommen
11. Sparkasse Bottrop, Bottrop
12. Sparkasse Burbach-Neunkirchen, Burbach
13. Sparkasse Dortmund, Dortmund
  1. Sparkasse Schwerte, Schwerte, am 1. Juni 2022 aufgenommen
14. Sparkasse Duisburg, am 1. Januar 2003 fusionierten
  1. Stadtsparkasse Duisburg, Duisburg
    1. Städtische Sparkasse Homberg (Niederrhein), Duisburg-Homberg, 1975 aufgenommen
    2. Städtische Sparkasse Rheinhausen, Duisburg-Rheinhausen, 1975 aufgenommen
    3. Stadtsparkasse Walsum, Duisburg-Walsum, 1975 aufgenommen

  2. Stadtsparkasse Kamp-Lintfort, Kamp-Lintfort
15. Sparkasse Düren, am 1. November 2000 fusionierten
  1. Kreissparkasse Düren, am 1. Januar 1974 fusionierten
    1. Kreissparkasse Düren, Düren
    2. Kreissparkasse Jülich, Jülich

  2. Stadtsparkasse Düren, Düren
16. Kreissparkasse Düsseldorf, Düsseldorf
  1. Spar- und Darlehenskasse Angermund, Angermund, 1952 aufgenommen
  2. Amtssparkasse Gruiten, Gruiten, 1952 aufgenommen
  3. Städtische Sparkasse Mettmann, Mettmann, am 1. April 1955 aufgenommen
  4. Stadtsparkasse Erkrath, Erkrath, am 1. Juli 1981 aufgenommen
  5. Stadt-Sparkasse Wülfrath, Wülfrath, am 31. Dezember 1991 aufgenommen
  6. Sparkasse Heiligenhaus, Heiligenhaus, am 1. Januar 2003 aufgenommen
17. Stadtsparkasse Düsseldorf, Düsseldorf
  1. Stadtsparkasse Monheim am Rhein, Monheim am Rhein, am 1. Juli 2002 aufgenommen
18. Sparkasse Essen, Essen
  1. Stadtsparkasse Kettwig, (Essen-)Kettwig, 1976 aufgenommen
19. Kreissparkasse Euskirchen, Euskirchen
  1. Sparkasse der Stadt Zülpich, Zülpich, 1972 aufgenommen
  2. Städtische Sparkasse Euskirchen, Euskirchen, 1973 aufgenommen
  3. Kreissparkasse Schleiden, Schleiden, 1973 aufgenommen
20. Sparkasse Gelsenkirchen, Gelsenkirchen
21. Sparkasse Geseke, Geseke
22. Sparkasse Gladbeck, Gladbeck
23. Sparkasse Gummersbach, am 1. Januar 2019 fusionierten
  1. Sparkasse Gummersbach-Bergneustadt, am 1. Januar 1992 fusionierten
    1. Sparkasse Bergneustadt, Bergneustadt
    2. Sparkasse Gummersbach, Gummersbach

  2. Sparkasse der Homburgischen Gemeinden, Wiehl
24. Sparkasse Gütersloh-Rietberg-Versmold, am 1. September 2022 fusionierten
  1. Sparkasse Gütersloh-Rietberg, am 1. Januar 2017 fusionierten
    1. Sparkasse Gütersloh, Gütersloh
    2. Sparkasse Rietberg, Rietberg

  2. Stadtsparkasse Versmold, Versmold
25. Stadt-Sparkasse Haan (Rheinl.), Haan
26. Kreissparkasse Halle-Wiedenbrück, am 1. April 2024 fusionierten 
  1. Kreissparkasse Wiedenbrück, Rheda-Wiedenbrück
    1. Stadtsparkasse Wiedenbrück, Rheda-Wiedenbrück, 1934 aufgenommen
    2. Stadtsparkasse Rheda, Rheda-Wiedenbrück, 1943 aufgenommen

  2. Kreissparkasse Halle (Westf.), Halle (Westf.)
27. Sparkasse Hamm, Hamm
28. Sparkasse Hattingen, Hattingen
29. Kreissparkasse Heinsberg, am 1. Januar 1974 fusionierten
  1. Kreis- und Stadtsparkasse Erkelenz, Erkelenz
  2. Kreissparkasse des Selfkantkreises Geilenkirchen-Heinsberg, Geilenkirchen
30. Sparkasse Hellweg-Lippe, am 1. Januar 2023 fusionierten
  1. Sparkasse Lippstadt, am 1. Januar 2009 fusionierten
    1. Stadtsparkasse Lippstadt, Lippstadt
    2. Sparkasse Warstein-Rüthen, Warstein
    3. Sparkasse Erwitte-Anröchte, Erwitte, am 1. Juli 2017 aufgenommen

  2. Sparkasse SoestWerl, am 1. Januar 2018 fusionierten
    1. Sparkasse Soest, 1982 fusionierten
      1. Sparkasse der Gemeinde Lippetal, Lippetal
      2. Sparkasse der ländlichen Gemeinden der Soester Börde zu Soest, Bad Sassendorf
      3. Stadtsparkasse Soest, Soest
      4. Sparkasse Möhnesee, Möhnesee, am 1. Januar 2003 aufgenommen

    2. Sparkasse Werl, 1937 fusionierten
      1. Sparkasse der Ämter Werl – Bremen, Werl
      2. Städtische Sparkasse zu Werl, Werl
31. Sparkasse Herford, am 1. April 1996 fusionierten
  1. Kreissparkasse Herford, am 1. Juli 1983 fusionierten
    1. Kreissparkasse Herford-Bünde, 1972 fusionierten
      1. Stadtsparkasse Bünde, Bünde
      2. Kreissparkasse Herford, Herford

    2. Stadtsparkasse Löhne, Löhne
    3. Stadtsparkasse Vlotho, Vlotho

  2. Stadtsparkasse Herford, Herford
32. Herner Sparkasse, am 1. Januar 1977 fusionierten
  1. Stadtsparkasse Herne, Herne
  2. Stadtsparkasse Wanne-Eickel, Herne-Wanne-Eickel
33. Sparkasse Hilden-Ratingen-Velbert, am 1. Januar 2003 fusionierten
  1. Stadt-Sparkasse Hilden, Hilden
  2. Sparkasse Ratingen, Ratingen
  3. Sparkasse Velbert, es fusionierten
    1. Städtische Sparkasse Langenberg, Velbert-Langenberg
    2. Städtische Sparkasse Neviges, Velbert-Neviges
    3. Städtische Sparkasse Velbert, Velbert
34. Sparkasse der Stadt Iserlohn, am 1. Januar 1976 fusionierten
  1. Amtssparkasse Hennen, Iserlohn-Hennen
  2. Sparkasse Iserlohn, Iserlohn
  3. Sparkasse Letmathe, Iserlohn-Letmathe
35. Sparkasse Kierspe-Meinerzhagen, am 1. Januar 1992 fusionierten
  1. Stadtsparkasse Kierspe, Kierspe
  2. Stadtsparkasse Meinerzhagen, Meinerzhagen
36. Kreissparkasse Köln, 1923 fusionierten
  1. Spar- und Darlehnskasse des Landkreises Köln, Köln
    1. Städtische Sparkasse Brühl, Brühl, 1922 aufgenommen

  2. Kreissparkasse Mülheim am Rhein, Köln-Mülheim
  3. Sparkasse der Gemeinde Heumar, Köln-Porz, 1925 aufgenommen
  4. Sparkasse der Bürgermeisterei Hürth, Hürth, 1926 aufgenommen
  5. Kreissparkasse Bergheim, Bergheim, 1931 aufgenommen
    1. Sparkasse der Bürgermeisterei Sindorf, Sindorf, 1926 aufgenommen

  6. Kreissparkasse Wipperfürth, Wipperfürth, 1932 aufgenommen
    1. Gemeindesparkasse Lindlar, Lindlar, 1929 aufgenommen

  7. Sparkasse der Gemeinde Rondorf, Rondorf, 1933 aufgenommen
  8. Sparkasse der Stadt Wipperfürth, Wipperfürth, 1938 aufgenommen
  9. Kreissparkasse in Waldbröl, Waldbröl, am 1. Januar 1985 aufgenommen
    1. Sparkasse der Gemeinde Marienheide, Marienheide, 1972 aufgenommen
    2. Sparkasse der Gemeinde Ründeroth, Ründeroth, 1971 aufgenommen

  10. Stadtsparkasse Burscheid, Burscheid, am 1. Juni 1996 aufgenommen
  11. Stadt-Sparkasse Leichlingen, Leichlingen (Rheinland), am 1. August 2002 aufgenommen
  12. Kreissparkasse Siegburg, Siegburg, am 1. September 2003 aufgenommen
    1. Städtische Sparkasse Königswinter, Königswinter, 1933 aufgenommen
    2. Amtssparkasse Oberkassel, Bonn-Oberkassel, 1935 aufgenommen
    3. Städtische Sparkasse Siegburg, Siegburg, 1933 aufgenommen
    4. Sparkasse der Gemeinde Troisdorf, Troisdorf, 1931 aufgenommen

  13. Sparkasse Hennef, Hennef, am 1. Juni 2006 aufgenommen
  14. Stadtsparkasse Bad Honnef, Bad Honnef, am 1. August 2019 aufgenommen
  15. Sparkasse Radevormwald-Hückeswagen, am 1. August 2023 aufgenommen; am 1. Juli 1991 fusionierten
    1. Stadt-Sparkasse Hückeswagen, Hückeswagen
    2. Sparkasse der Stadt Radevormwald, Radevormwald
37. Sparkasse KölnBonn, am 1. Januar 2005 fusionierten
  1. Sparkasse Bonn, am 1. Januar 1971 fusionierten
    1. Stadtsparkasse Bad Godesberg, Bonn-Bad Godesberg
    2. Kreissparkasse Bonn, Bonn
    3. Städtische Sparkasse Bonn, Bonn

  2. Stadtsparkasse Köln, Köln
38. Sparkasse Krefeld, am 1. Juli 1977 fusionierten
  1. Kreissparkasse Kempen-Krefeld, am 1. Januar 1952 fusionierten
    1. Kreis- und Stadtsparkasse Kempen, am 18. Oktober 1922 fusionierten
      1. Kreissparkasse Kempen, Kempen
      2. Stadtsparkasse Kempen, Kempen

    2. Kreissparkasse Kempen-Krefeld, Krefeld

  2. Stadtsparkasse Krefeld, Krefeld
    1. Gemeindesparkasse Hüls, Krefeld-Hüls
    2. Städtische Sparkasse Uerdingen, Krefeld-Uerdingen, am 1. September 1940 aufgenommen

  3. Stadtsparkasse Willich, Willich, am 1. April 1990 aufgenommen
    1. Gemeindesparkasse Schiefbahn, Willich-Schiefbahn
    2. Gemeindesparkasse Anrath, Willich-Anrath

  4. Sparkasse Tönisvorst, am 1. Juli 1992 aufgenommen; es fusionierten
    1. Gemeindesparkasse St.Tönis, Tönisvorst-St.Tönis
    2. Gemeindesparkasse Vorst, Tönisvorst-Vorst

  5. Sparkasse Nettetal, Nettetal, am 1. Juli 1997 aufgenommen
    1. Gemeindesparkasse Breyell, Nettetal-Breyell
    2. Stadtsparkasse Lobberich Nettetal-Lobberich
    3. Stadtsparkasse Kaldenkirchen, Nettetal-Kaldenkirchen

  6. Stadtsparkasse Viersen, Viersen, am 1. Januar 2002 aufgenommen
    1. Stadtsparkasse Dülken, Viersen-Dülken
    2. Stadtsparkasse Süchteln, Viersen-Süchteln

  7. Sparkasse Geldern, am 1. Januar 2007 aufgenommen; es fusionierten
    1. Kreissparkasse Geldern, Geldern
    2. Amtssparkasse Aldekerk, Aldekerk
39. Stadt-Sparkasse Langenfeld, Langenfeld (Rheinland)
40. Sparkasse Lemgo, am 1. August 1977 fusionierten
  1. Kreissparkasse Lemgo, Lemgo
  2. Stadtsparkasse Lemgo, Lemgo
  3. Städtische Sparkasse Bad Salzuflen, Bad Salzuflen, am 1. September 2002 aufgenommen
41. Stadtsparkasse Lengerich, Lengerich
42. Sparkasse Leverkusen, am 1. Januar 1976 fusionierten
  1. Sparkasse Leverkusen, Leverkusen
  2. Sparkasse Opladen, Leverkusen-Opladen
43. Vereinigte Sparkasse im Märkischen Kreis, am 1. Januar 1994 fusionierten
  1. Sparkasse Altena-Nachrodt, am 1. Februar 1971 fusionierten
    1. Stadtsparkasse Altena, Altena
    2. Sparkasse Nachrodt-Wiblingwerde, Nachrodt-Wiblingwerde

  2. Sparkasse Balve-Neuenrade, Balve
  3. Stadtsparkasse Plettenberg-Werdohl, Plettenberg
44. Sparkasse Märkisches Sauerland Hemer – Menden, am 1. September 2009 fusionierten
  1. Stadtsparkasse Hemer, Hemer
  2. Sparkasse Menden, Menden (Sauerland)
45. Sparkasse Minden-Lübbecke, 1980 fusionierten
  1. Kreissparkasse Minden, Minden
  2. Stadtsparkasse Minden, Minden
46. Sparkasse Mitten im Sauerland, am 1. Januar 2025 fusionierten
  1. Sparkasse Arnsberg-Sundern, am 1. Januar 1976 fusionierten
    1. Stadtsparkasse Arnsberg, Arnsberg
    2. Verbandssparkasse Neheim-Hüsten-Sundern, Sundern

  2. Sparkasse Hochsauerland, am 1. Januar 1978 fusionierten
    1. Kreissparkasse Brilon, Brilon
    2. Amtssparkasse Hallenberg, Hallenberg
    3. Stadtsparkasse Medebach, Medebach
    4. Stadtsparkasse Winterberg, Winterberg
    5. Sparkasse Bestwig, Bestwig, am 1. Juli 2004 aufgenommen

  3. Sparkasse Mitten im Sauerland, am 1. August 2019 fusionierten
    1. Sparkasse Finnentrop, Finnentrop
    2. Sparkasse Meschede, am 1. Januar 1976 fusionierten
      1. Sparkasse der Stadt Eversberg, Meschede-Eversberg
      2. Sparkasse Freienohl, Meschede-Freienohl
      3. Stadtsparkasse Meschede, Meschede
        1. Amtssparkasse Eslohe, Eslohe, am 1. August 1938 aufgenommen

    3. Stadtsparkasse Schmallenberg, 1975 fusionierten
      1. Sparkasse der Gemeinde Bödefeld, Schmallenberg-Bödefeld
      2. Sparkasse der Stadt Fredeburg, Schmallenberg-Fredeburg
      3. Stadt- und Landgemeindesparkasse Schmallenberg des Amtes Schmallenberg, Schmallenberg
47. Stadtsparkasse Mönchengladbach, am 1. Januar 1976 fusionierten
  1. Stadtsparkasse Mönchengladbach, Mönchengladbach
  2. Stadtsparkasse Rheydt, Mönchengladbach-Rheydt
  3. Gemeindesparkasse Wickrath, Mönchengladbach-Wickrath
48. Sparkasse Mülheim an der Ruhr, Mülheim an der Ruhr
49. Sparkasse Münsterland Ost, am 1. Juli 2002 fusionierten
  1. Sparkasse Ahlen, Ahlen
  2. Sparkasse Münsterland Ost Münster-Warendorf, am 1. Juli 2001 fusionierten
    1. Sparkasse Münster, am 1. Mai 1975 fusionierten
      1. Kreissparkasse Münster, Münster
      2. Stadtsparkasse Münster, Münster

    2. Sparkasse Warendorf-Oelde, 1990 fusionierten
      1. Sparkasse Oelde-Ennigerloh, Oelde
      2. Sparkasse Warendorf, Warendorf

  3. Sparkasse Beckum-Wadersloh, am 1. August 2024 aufgenommen; 1977 fusionierten
    1. Stadt-Sparkasse Beckum, Beckum
    2. Gemeindesparkasse Wadersloh, Wadersloh
50. Sparkasse Neuss, am 1. Januar 1994 fusionierten
  1. Kreissparkasse Grevenbroich, Grevenbroich
  2. Stadtsparkasse Neuss, Neuss
  3. Stadtsparkasse Korschenbroich, Korschenbroich, 2002 aufgenommen
  4. Stadtsparkasse Kaarst-Büttgen, Kaarst, am 1. Januar 2006 aufgenommen
51. Sparkasse am Niederrhein, am 1. Januar 2004 fusionierten
  1. Sparkasse Moers, 1977 fusionierten
    1. Kreissparkasse Moers, Moers
      1. Stadtsparkasse Xanten, Xanten, 1971 aufgenommen
      2. Gemeindesparkasse Kapellen, Moers-Kapellen, 1972 aufgenommen

    2. Städtische Sparkasse Moers, Moers
      1. Gemeindesparkasse Rheinkamp, Moers-Rheinkamp, 1975 aufgenommen

  2. Sparkasse Neukirchen-Vluyn, Neukirchen-Vluyn
  3. Stadtsparkasse Rheinberg, 1975 fusionierten
    1. Städtische Sparkasse zu Orsoy, Rheinberg-Orsoy
    2. Städtische Sparkasse Rheinberg, Rheinberg
52. Niederrheinische Sparkasse RheinLippe, am 1. Januar 2016 fusionierten
  1. Sparkasse Dinslaken-Voerde-Hünxe, 1991 fusionierten
    1. Sparkasse Dinslaken-Voerde, am 1. April 1975 fusionierten
      1. Sparkasse Dinslaken, Dinslaken
      2. Sparkasse Voerde, Voerde

    2. Gemeindesparkasse Hünxe, Hünxe

  2. Verbands-Sparkasse Wesel, Wesel
53. Stadtsparkasse Oberhausen, Oberhausen
54. Sparkasse Olpe-Drolshagen-Wenden, es fusionierten
  1. Stadtsparkasse Drolshagen, Drolshagen
  2. Sparkasse zu Olpe, Olpe
55. Sparkasse Paderborn-Detmold-Höxter, am 1. April 2023 fusionierten
  1. Stadtsparkasse Delbrück, Delbrück
  2. Sparkasse Höxter, am 1. Januar 1976 fusionierten
    1. Kreissparkasse Höxter in Brakel, am 1. April 1973 fusionierten
      1. Kreissparkasse zu Brakel, Brakel
      2. Stadtsparkasse Höxter, Höxter

    2. Kreis- und Stadtsparkasse Warburg, Warburg

  3. Sparkasse Paderborn-Detmold, am 1. Januar 2012 fusionierten
    1. Sparkasse Detmold, am 1. April 1977 fusionierten
      1. Kreissparkasse Detmold, Detmold
      2. Stadtsparkasse Detmold, Detmold
      3. Stadtsparkasse Lage, Lage
      4. Sparkasse Horn-Bad Meinberg, Horn-Bad Meinberg, am 1. Januar 1980 aufgenommen
      5. Städtische Sparkasse Barntrup, Barntrup, am 1. Januar 2003 aufgenommen

    2. Sparkasse Paderborn, am 1. Januar 1974 fusionierten
      1. Stadtsparkasse Paderborn, Paderborn
      2. Kreissparkasse Paderborn, Paderborn
      3. Kreissparkasse Büren, Büren, am 1. Juli 1975 aufgenommen
      4. Stadtsparkasse Marsberg, Marsberg, am 1. April 2002 aufgenommen

    3. Stadtsparkasse Blomberg/Lippe, Blomberg, am 1. April 2020 aufgenommen
56. Stadtsparkasse Rahden, Rahden
57. Stadtsparkasse Remscheid, Remscheid
58. Sparkasse Rhein-Maas, am 29. August 2016 fusionierten
  1. Stadtsparkasse Emmerich-Rees, Emmerich am Rhein
  2. Sparkasse Kleve, am 1. Juni 1969 fusionierten
    1. Kreissparkasse Kleve, Kleve
    2. Stadtsparkasse Kleve, Kleve

  3. Sparkasse der Stadt Straelen, Straelen
  4. Verbandssparkasse Goch-Kevelaer-Weeze, am 1. Juni 2022 aufgenommen; am 1. Januar 1975 fusionierten
    1. Stadtsparkasse Goch, Goch
    2. Stadtsparkasse Kevelaer, Kevelaer
    3. Gemeindesparkasse Weeze, Weeze
59. Stadtsparkasse Rheine, Rheine
60. Sparkasse Schwelm-Sprockhövel, am 1. September 2021 fusionierten
  1. Städtische Sparkasse zu Schwelm, Schwelm
  2. Stadtsparkasse Sprockhövel, 1970 fusionierten
    1. Amtssparkasse Haßlinghausen, Sprockhövel-Haßlinghausen
    2. Amtssparkasse Blankenstein in Sprockhövel, Sprockhövel
61. Sparkasse Siegen, am 1. Juli 1971 fusionierten
  1. Sparkasse Eiserfeld, Siegen-Eiserfeld
  2. Stadtsparkasse Siegen, Siegen
  3. Sparkasse Weidenau, Siegen-Weidenau
  4. Stadtsparkasse Kreuztal, Kreuztal, am 1. September 2003 aufgenommen
  5. Stadtsparkasse Freudenberg, Freudenberg, am 1. Mai 2015 aufgenommen
  6. Stadtsparkasse Hilchenbach, Hilchenbach, am 1. Mai 2018 aufgenommen
62. Stadt-Sparkasse Solingen, Solingen
63. Kreissparkasse Steinfurt, am 1. Januar 2002 fusionierten
  1. Sparkasse Ibbenbüren, Ibbenbüren
    1. Amtssparkasse Ibbenbüren, Ibbenbüren, am 1. Juli 1943 aufgenommen
    2. Stadtsparkasse Tecklenburg, Tecklenburg, am 1. Januar 1964 aufgenommen

  2. Sparkasse Steinfurt, am 1. September 1978 fusionierten
    1. Stadtsparkasse Borghorst, Steinfurt-Borghorst
    2. Kreis- und Stadtsparkasse zu Burgsteinfurt, am 1. Juli 1943 fusionierten
      1. Kreissparkasse Burgsteinfurt, Burgsteinfurt
      2. Städtische Sparkasse Burgsteinfurt, Burgsteinfurt

  3. VerbundSparkasse Emsdetten-Ochtrup, am 1. Januar 2023 aufgenommen; am 1. Juli 2003 fusionierten
    1. Stadtsparkasse Emsdetten, Emsdetten
    2. Stadtsparkasse Ochtrup, Ochtrup
64. Sparkasse UnnaKamen, am 1. Januar 2013 fusionierten
  1. Städtische Sparkasse Kamen, Kamen
  2. Sparkasse Unna, 1968 fusionierten
    1. Amtssparkasse Unna-Kamen, Unna
    2. Kreissparkasse des Landkreises Unna, Hamm
    3. Städtische Sparkasse Unna, Unna

  3. Sparkasse Fröndenberg, am 1. Januar 2017 aufgenommen
65. Sparkasse Vest Recklinghausen, am 1. Januar 2003 fusionierten
  1. Kreissparkasse Recklinghausen, Recklinghausen
    1. Kreis- und Stadtsparkasse Dorsten, Dorsten, 1932 aufgenommen

  2. Stadtsparkasse Recklinghausen, Recklinghausen
  3. Sparkasse Castrop-Rauxel, Castrop-Rauxel, am 1. September 2004 aufgenommen
66. Stadtsparkasse Wermelskirchen, Wermelskirchen
  1. Amtssparkasse Dabringhausen, Dabringhausen, 1938 aufgenommen
67. Sparkasse Westmünsterland, am 1. Juli 2003 fusionierten
  1. Kreissparkasse Borken, 1978 fusionierten
    1. Kreissparkasse Borken, Borken
    2. Stadtsparkasse Borken, Borken
    3. Kreissparkasse Ahaus, Ahaus
    4. Stadtsparkasse Ahaus, Ahaus
    5. Verbandssparkasse Isselburg, Isselburg
    6. Sparkasse Vreden, Vreden, 2002 aufgenommen

  2. Sparkasse Coesfeld, 1978 fusionierten
    1. Kreissparkasse Coesfeld, Coesfeld
      1. Gemeindesparkasse Gescher, Gescher, aufgenommen

    2. Stadtsparkasse Coesfeld, Coesfeld
    3. Kreissparkasse Lüdinghausen, Lüdinghausen
      1. Stadtsparkasse Lüdinghausen, Lüdinghausen, aufgenommen

    4. Stadtsparkasse Dülmen, Dülmen, 1996 aufgenommen
    5. Stadtsparkasse Billerbeck, Billerbeck, 2002 aufgenommen

  3. Sparkasse Stadtlohn, Stadtlohn, zum 31. August 2011 aufgenommen
  4. Sparkasse Gronau, Gronau (Westf.), zum 31. August 2015 aufgenommen
  5. Stadtsparkasse Haltern am See, Haltern am See, zum 31. August 2023 aufgenommen
68. Sparkasse Witten, Witten
69. Sparkasse Wittgenstein, Bad Berleburg
70. Stadtsparkasse Wuppertal, Wuppertal

### Rheinland-Pfalz
1. Kreissparkasse Ahrweiler, Bad Neuenahr-Ahrweiler
2. Kreissparkasse Birkenfeld, Idar-Oberstein
3. Kreissparkasse Bitburg-Prüm, am 1. Januar 1974 fusionierten
  1. Kreissparkasse Bitburg, Bitburg
  2. Kreissparkasse Prüm, Prüm
  3. Amtssparkasse Speicher, Speicher (Eifel), am 1. November 2003 aufgenommen
4. Sparkasse Donnersberg, 1994 fusionierten
  1. Kreissparkasse Kirchheimbolanden, Kirchheimbolanden
  2. Kreissparkasse Rockenhausen, Rockenhausen
5. Sparkasse Kaiserslautern, am 1. Januar 2021 fusionierten
  1. Kreissparkasse Kaiserslautern, Kaiserslautern
    1. Stadtsparkasse Landstuhl, Landstuhl, am 1. Januar 2006 aufgenommen

  2. Stadtsparkasse Kaiserslautern, Kaiserslautern
6. Sparkasse Koblenz, am 1. Juli 1974 fusionierten
  1. Kreissparkasse Koblenz, Koblenz
  2. Stadtsparkasse Koblenz, Koblenz
    1. Stadtsparkasse Ehrenbreitstein, Koblenz-Ehrenbreitstein, 1937 aufgenommen
7. Kreissparkasse Kusel, 1959 fusionierten
  1. Kreissparkasse Kusel, Kusel
  2. Kreissparkasse Wolfstein, Wolfstein
  3. Kreissparkasse Lauterecken, Lauterecken, 1966 aufgenommen
8. Kreissparkasse Mayen, Mayen
9. Sparkasse Mittelmosel Eifel-Mosel-Hunsrück, am 1. Januar 2003 fusionierten
  1. Kreissparkasse Bernkastel-Wittlich, am 1. Januar 1971 fusionierten
    1. Kreissparkasse Bernkastel, Bernkastel-Kues
    2. Kreissparkasse Wittlich, Wittlich

  2. Kreissparkasse Cochem-Zell, Cochem
10. Sparkasse Neuwied, 1991 fusionierten
  1. Kreissparkasse Neuwied, Neuwied
  2. Stadtsparkasse Neuwied, Neuwied
  3. Stadtsparkasse Linz, Linz am Rhein, am 1. Februar 2004 aufgenommen
11. Sparkasse Rhein-Haardt, 2004 fusionierten
  1. Sparkasse Frankenthal, Frankenthal (Pfalz)
  2. Sparkasse Mittelhaardt-Deutsche Weinstraße, 2001 fusionierten
    1. Stadtsparkasse Neustadt, Neustadt an der Weinstraße
    2. Kreissparkasse Bad Dürkheim-Grünstadt, 1996 fusionierten
      1. Kreissparkasse Grünstadt, Grünstadt
      2. Kreissparkasse Bad Dürkheim, Bad Dürkheim
        1. Stadtsparkasse Lambrecht, Lambrecht, 1972 aufgenommen
        2. Kreissparkasse Neustadt, Neustadt an der Weinstraße, 1971 aufgenommen
12. Rheinhessen Sparkasse, am 1. Januar 2022 fusionierten
  1. Sparkasse Mainz, 1973 fusionierten
    1. Kreissparkasse Mainz, Mainz
    2. Stadtsparkasse Mainz, Mainz

  2. Sparkasse Worms-Alzey-Ried, am 1. September 2003 fusionierten
    1. Kreissparkasse Alzey, Alzey
    2. Sparkasse Worms, am 1. Januar 1942 fusionierten
      1. Kreissparkasse Worms, Worms
      2. Städtische Sparkasse Worms, Worms
13. Kreissparkasse Rhein-Hunsrück, am 1. Januar 1975 fusionierten
  1. Kreissparkasse Simmern, Simmern/Hunsrück
  2. Kreissparkasse St. Goar, Boppard
14. Sparkasse Rhein-Nahe, am 1. Januar 1993 fusionierten
  1. Sparkasse Bad Kreuznach, 1971 fusionierten
    1. Kreissparkasse Kreuznach, Bad Kreuznach
    2. Stadtsparkasse Bad Kreuznach, Bad Kreuznach
    3. Städtische Sparkasse Kirn, Kirn
    4. Kreissparkasse Meisenheim, Meisenheim

  2. Kreis-Sparkasse Bingen (Rhein), Bingen am Rhein
15. Sparkasse Südpfalz, am 1. Januar 2021 fusionierten
  1. Sparkasse Germersheim-Kandel, es fusionierten
    1. Kreis- und Stadtsparkasse Germersheim, Germersheim
    2. Kreis- und Stadtsparkasse Kandel, Kandel (Pfalz)

  2. Sparkasse Südliche Weinstraße, am 1. Oktober 1990 fusionierten
    1. Kreissparkasse Annweiler-Bad Bergzabern, es fusionierten
      1. Kreissparkasse Annweiler, Annweiler am Trifels
      2. Kreissparkasse Bad Bergzabern, Bad Bergzabern

    2. Kreis- und Stadtsparkasse Edenkoben, Edenkoben
    3. Kreis- und Stadtsparkasse Landau in der Pfalz, Landau in der Pfalz
16. Sparkasse Südwestpfalz, am 1. Januar 2002 fusionierten
  1. Sparkasse Südwestpfalz Pirmasens-Zweibrücken, am 1. November 1999 fusionierten
    1. Kreissparkasse Pirmasens, Pirmasens
    2. Kreissparkasse Zweibrücken, Zweibrücken

  2. Stadtsparkasse Zweibrücken, Zweibrücken
17. Sparkasse Trier, am 1. Januar 1995 fusionierten
  1. Kreissparkasse Trier-Saarburg, am 1. Januar 1972 fusionierten
    1. Kreissparkasse Saarburg, Saarburg
    2. Kreissparkasse Trier, Trier

  2. Stadtsparkasse Trier, Trier
18. Sparkasse Vorderpfalz, am 1. Juli 2013 fusionierten
  1. Kreis- und Stadtsparkasse Speyer, Speyer
  2. Kreissparkasse Rhein-Pfalz, Ludwigshafen am Rhein
  3. Sparkasse Vorderpfalz Ludwigshafen a. Rh. – Schifferstadt, am 15. Juli 2004 fusionierten
    1. Stadtsparkasse Ludwigshafen a. Rh., Ludwigshafen am Rhein
    2. Stadtsparkasse Schifferstadt, Schifferstadt
19. Kreissparkasse Vulkaneifel, Daun
20. Sparkasse Westerwald-Sieg, am 1. Juni 2015 fusionierten
  1. Kreissparkasse Altenkirchen, Altenkirchen (Westerwald)
  2. Kreissparkasse Westerwald, am 1. August 1977 fusionierten
    1. Kreissparkasse Oberwesterwald, Bad Marienberg
    2. Kreissparkasse Unterwesterwald, Montabaur

### Saarland
1. Sparkasse Merzig-Wadern, am 1. Januar 1994 fusionierten
  1. Kreissparkasse Merzig, Merzig
  2. Kreissparkasse Wadern, Wadern
2. Sparkasse Neunkirchen, am 1. November 1986 fusionierten
  1. Kreissparkasse Neunkirchen, Neunkirchen
  2. Stadtsparkasse Neunkirchen, Neunkirchen
3. Sparkasse Saarbrücken, am 1. Juni 1984 fusionierten
  1. Kreissparkasse Saarbrücken, Saarbrücken
  2. Stadtsparkasse Saarbrücken, Saarbrücken
  3. Stadtsparkasse Völklingen, Völklingen, am 1. Januar 2017 aufgenommen
4. Kreissparkasse Saarlouis, am 1. Januar 1987 fusionierten
  1. Kreissparkasse Saarlouis, Saarlouis
  2. Stadtsparkasse Saarlouis, Saarlouis
5. Kreissparkasse Saarpfalz, am 1. Januar 1991 fusionierten
  1. Kreissparkasse Blieskastel, Blieskastel
  2. Kreissparkasse Homburg, Homburg
  3. Kreissparkasse St. Ingbert, St. Ingbert
6. Kreissparkasse St. Wendel, St. Wendel

### Sachsen
1. Kreissparkasse Bautzen, 1994 fusionierten
  1. Kreissparkasse Bautzen, Bautzen
  2. Kreissparkasse Bischofswerda, Bischofswerda
2. Sparkasse Chemnitz, am 1. Januar 1996 fusionierten
  1. Sparkasse Chemnitz, am 1. Januar 1993 fusionierten
    1. Kreissparkasse Chemnitz, Chemnitz
    2. Stadtsparkasse Chemnitz, Chemnitz

  2. Kreissparkasse Glauchau, Glauchau
  3. Kreissparkasse Hohenstein-Ernstthal, Hohenstein-Ernstthal
3. Kreissparkasse Döbeln, Döbeln
4. Erzgebirgssparkasse, am 1. Januar 2012 fusionierten
  1. Kreissparkasse Aue-Schwarzenberg, 1994 fusionierten
    1. Kreissparkasse Aue, Aue
    2. Kreissparkasse Schwarzenberg, Schwarzenberg

  2. Sparkasse Erzgebirge, am 1. Juli 2004 fusionierten
    1. Kreissparkasse Annaberg, Annaberg-Buchholz
    2. Kreissparkasse Stollberg, Stollberg

  3. Sparkasse Mittleres Erzgebirge, am 1. Januar 1995 fusionierten
    1. Kreissparkasse Marienberg, Marienberg
    2. Kreissparkasse Zschopau, Zschopau
5. Sparkasse Leipzig, am 1. Juli 2005 fusionierten
  1. Sparkasse Delitzsch-Eilenburg, Delitzsch, 1994 fusionierten
    1. Sparkasse Delitzsch, Delitzsch
    2. Kreissparkasse Eilenburg, Eilenburg

  2. Stadt- und Kreissparkasse Leipzig, am 1. April 1994 fusionierten
    1. Kreissparkasse Borna, Borna
    2. Kreissparkasse Geithain, Geithain
    3. Stadt- und Kreissparkasse Leipzig, Leipzig
    4. Kreissparkasse Torgau-Oschatz, am 1. Juli 2004 aufgenommen, es fusionierten
      1. Kreissparkasse Oschatz, Oschatz
      2. Kreissparkasse Torgau, Torgau
6. Sparkasse Meißen, am 1. Januar 2007 fusionierten
  1. Kreissparkasse Meißen, Meißen
  2. Kreissparkasse Riesa-Großenhain, es fusionierten
    1. Kreissparkasse Großenhain, Großenhain
    2. Kreissparkasse Riesa, Riesa
7. Sparkasse Mittelsachsen, am 1. Januar 2010 fusionierten
  1. Kreissparkasse Freiberg, es fusionierten
    1. Kreissparkasse Brand-Erbisdorf, Brand-Erbisdorf
    2. Kreissparkasse Flöha, Flöha
    3. Kreissparkasse Freiberg, Freiberg

  2. Kreissparkasse Mittweida, es fusionierten
    1. Kreissparkasse Hainichen, Hainichen
    2. Kreissparkasse Rochlitz, Rochlitz
8. Sparkasse Muldental, am 1. Januar 1993 fusionierten
  1. Kreissparkasse Grimma, Grimma
  2. Kreissparkasse Wurzen, Wurzen
9. Sparkasse Oberlausitz-Niederschlesien, am 1. September 2005 fusionierten
  1. Kreissparkasse Löbau-Zittau, 1994 fusionierten
    1. Kreissparkasse Löbau, Löbau
    2. Kreissparkasse Zittau, Zittau

  2. Niederschlesische Sparkasse, 1992 fusionierten
    1. Stadt- und Kreissparkasse Görlitz, Görlitz
    2. Kreissparkasse Niesky, Niesky
    3. Kreissparkasse Weißwasser, Weißwasser
10. Ostsächsische Sparkasse Dresden, am 1. Mai 2004 fusionierten
  1. Stadtsparkasse Dresden, Dresden
    1. Kreissparkasse Dresden-Land, 1995 aufgenommen

  2. Sparkasse Elbtal-Westlausitz, am 1. April 2003 fusionierten
    1. Sparkasse Freital-Pirna, 1999 fusionierten
      1. Kreissparkasse Pirna-Sebnitz, 1995 fusionierten
        1. Kreissparkasse Pirna, Pirna
        2. Kreissparkasse Sebnitz, Sebnitz

      2. Kreissparkasse Weißeritzkreis, 1995 fusionierten
        1. Kreissparkasse Dippoldiswalde, Dippoldiswalde
        2. Kreissparkasse Freital, Freital

    2. Sparkasse Westlausitz, 1995 fusionierten
      1. Kreissparkasse Hoyerswerda, Hoyerswerda
      2. Kreissparkasse Kamenz, Kamenz
11. Sparkasse Vogtland, am 1. Juni 1996 fusionierten
  1. Kreissparkasse Auerbach, Auerbach
  2. Kreissparkasse Klingenthal, Klingenthal
  3. Kreissparkasse Oelsnitz/V., Oelsnitz
  4. Stadt- und Kreissparkasse Plauen, Plauen
  5. Kreissparkasse Reichenbach, Reichenbach im Vogtland
12. Sparkasse Zwickau, 1994 fusionierten
  1. Kreissparkasse Werdau, Werdau
  2. Stadt- und Kreissparkasse Zwickau, Zwickau

### Sachsen-Anhalt
1. Sparkasse Altmark West, 1992 fusionierten
  1. Kreissparkasse Klötze, Klötze
  2. Kreissparkasse Salzwedel, Salzwedel
  3. Kreissparkasse Gardelegen, Gardelegen, 1995 aufgenommen
2. Kreissparkasse Anhalt-Bitterfeld, am 1. April 2008 fusionierten
  1. Kreissparkasse Bitterfeld, Bitterfeld-Wolfen
  2. Kreissparkasse Köthen, Köthen
  3. Kreissparkasse Anhalt-Zerbst, Zerbst
    1. Kreissparkasse Roßlau, Dessau-Roßlau, aufgenommen
3. Kreissparkasse Börde, am 1. Juli 2008 fusionierten
  1. Bördesparkasse, am 1. Juli 1995 fusionierten
    1. Kreissparkasse Oschersleben, Oschersleben (Bode)
    2. Kreissparkasse Wanzleben, Wanzleben

  2. Ohrekreis-Sparkasse, am 1. Juli 1995 fusionierten
    1. Kreissparkasse Haldensleben, Haldensleben
    2. Kreissparkasse Wolmirstedt, Wolmirstedt
4. Sparkasse Burgenlandkreis, am 1. Januar 2009 fusionierten
  1. Sparkasse Burgenlandkreis, 1997 fusionierten
    1. Kreissparkasse Naumburg, Naumburg (Saale)
      1. Kreissparkasse Nebra, Nebra (Unstrut), 1994 aufgenommen

    2. Kreissparkasse Zeitz, Zeitz

  2. Kreissparkasse Weißenfels, Weißenfels
    1. Kreissparkasse Hohenmölsen, Hohenmölsen, 1994 aufgenommen
5. Stadtsparkasse Dessau, Dessau-Roßlau
6. Harzsparkasse, am 1. Januar 2008 fusionierten
  1. Kreissparkasse Halberstadt, Halberstadt
  2. Kreissparkasse Quedlinburg, Quedlinburg
  3. Kreissparkasse Wernigerode, Wernigerode
7. Sparkasse Magdeburg, am 1. März 2021 fusionierten
  1. Sparkasse Jerichower Land, 1995 fusionierten
    1. Kreissparkasse Burg, Burg
    2. Kreissparkasse Genthin, Genthin

  2. Stadtsparkasse Magdeburg, Magdeburg
8. Sparkasse Mansfeld-Südharz, am 1. Juli 2008 fusionierten
  1. Sparkasse Mansfelder Land, 1996 fusionierten
    1. Kreissparkasse Eisleben, Lutherstadt Eisleben
    2. Kreissparkasse Hettstedt, Hettstedt

  2. Kreissparkasse Sangerhausen, Sangerhausen
9. Saalesparkasse, am 1. Januar 2008 fusionierten
  1. Kreissparkasse Merseburg-Querfurt, es fusionierten
    1. Kreissparkasse Merseburg, Merseburg
    2. Kreissparkasse Querfurt, Querfurt

  2. Stadt- und Saalkreissparkasse Halle, 1951 fusionierten
    1. Stadtsparkasse Halle, Halle (Saale)
    2. Sparkasse des Saalkreises, Halle (Saale)
10. Salzlandsparkasse, am 1. Januar 2009 fusionierten
  1. Kreissparkasse Aschersleben-Staßfurt, es fusionierten
    1. Kreissparkasse Aschersleben, Aschersleben
    2. Kreissparkasse Staßfurt, Staßfurt

  2. Sparkasse Elbe-Saale, am 1. August 2004 fusionierten
    1. Kreissparkasse Bernburg, Bernburg
    2. Kreissparkasse Schönebeck, Schönebeck
11. Kreissparkasse Stendal, es fusionierten
  1. Kreissparkasse Havelberg, Havelberg
  2. Kreissparkasse Osterburg, Osterburg
  3. Kreissparkasse Stendal, Stendal
12. Sparkasse Wittenberg, am 1. Januar 1994 fusionierten
  1. Kreissparkasse Jessen, Jessen (Elster)
  2. Kreissparkasse Wittenberg, Lutherstadt Wittenberg
  3. Kreissparkasse Anhalt-Ost, Gräfenhainichen, 1996 aufgenommen

### Schleswig-Holstein
1. Bordesholmer Sparkasse, Bordesholm
  1. Sparkasse Sankt Margarethen-Wacken, Sankt Margarethen, 1990 aufgenommen
    1. Spar- und Leihkasse Wacken, Wacken, aufgenommen
2. Sparkasse Elmshorn, Elmshorn
3. Förde Sparkasse, am 1. Januar 2007 fusionierten
  1. Sparkasse Eckernförde, 1943 fusionierten
    1. Kreissparkasse Eckernförde, Eckernförde
    2. Spar- und Leihkasse der Stadt Eckernförde, Eckernförde
    3. Sparkasse Hohn-Jevenstedt, Hohn, am 1. Januar 2002 aufgenommen

  2. Sparkasse Kiel, Kiel
  3. Sparkasse Kreis Plön, Plön
    1. Stadtsparkasse Lütjenburg, Lütjenburg, 1943 aufgenommen
    2. Stadtsparkasse Preetz, Preetz, 1994 aufgenommen

  4. Sparkasse Hohenwestedt, Hohenwestedt, am 1. Juli 2016 aufgenommen
4. Kreissparkasse Herzogtum Lauenburg, am 1. Januar 1940 fusionierten
  1. Sparkasse zu Büchen-Bahnhof, Büchen
  2. Sparkasse der Stadt Lauenburg/Elbe, Lauenburg/Elbe
  3. Spar- und Leihkasse der Stadt Ratzeburg, Ratzeburg
  4. Steinhorster Spar- und Leihkasse, Steinhorst
  5. Verbandssparkasse Schwarzenbek, Schwarzenbek, 1987 aufgenommen
  6. Möllner Sparkasse, Mölln, 2001 aufgenommen
5. Sparkasse Holstein, am 1. Januar 2006 fusionierten
  1. Sparkasse Ostholstein, am 1. Januar 1971 fusionierten
    1. Kreissparkasse Eutin, Eutin
    2. Kreissparkasse Oldenburg, Oldenburg in Holstein

  2. Sparkasse Stormarn, Bad Oldesloe
    1. Kreissparkasse Ahrensburg, Ahrensburg, 1942 aufgenommen
    2. Stadtsparkasse Bad Oldesloe, Bad Oldesloe, 1944 aufgenommen
6. Sparkasse zu Lübeck, Lübeck
  1. Sparkasse Travemünde, Travemünde, am 1. April 1937 aufgenommen
7. Sparkasse Mittelholstein, 1991 fusionierten
  1. Sparkasse Hanerau-Hademarschen AG, 1973 fusionierten
    1. Hademarscher Spar- und Leihkasse AG, Hanerau-Hademarschen
    2. Kirchspiel-Sparkasse Hanerau, Hanerau-Hademarschen

  2. Sparkasse Nortorf, 1979 fusionierten
    1. Spar- und Leihcasse Nortorf, Nortorf
    2. Verbandssparkasse Nortorf, Nortorf

  3. Spar- und Leihkasse Rendsburg, Rendsburg
  4. Sparkasse Büdelsdorf, Büdelsdorf, am 1. August 2007 aufgenommen
  5. Sparkasse Hennstedt-Wesselburen, am 1. Juli 2017 aufgenommen, am 1. Januar 1992 fusionierten
    1. Geestsparkasse Hennstedt, Hennstedt
    2. Marschsparkasse Wesselburen, Wesselburen
8. Nord-Ostsee Sparkasse, am 1. April 2003 fusionierten
  1. Sparkasse Nordfriesland, Husum
    1. Spar- und Leihkasse der Stadt Westerland, Westerland, Mitte der 1970er aufgenommen

  2. Sparkasse Schleswig-Flensburg, 1992 fusionierten
    1. Kreissparkasse Schleswig-Flensburg, am 24. März 1974 fusionierten
      1. Kreissparkasse Flensburg, Flensburg
      2. Kreissparkasse Schleswig, Schleswig

    2. Stadtsparkasse Schleswig, Schleswig

  3. Flensburger Sparkasse, Flensburg, am 1. Juli 2008 aufgenommen
  4. Spar- und Leihkasse zu Bredstedt, Bredstedt, am 1. Juli 2013 aufgenommen
    1. Langenhorner Spar- und Leihkasse, Langenhorn, 1937 aufgenommen
    2. Ockholmer Spar- und Leihkasse, Ockholm, 1942 aufgenommen
9. Sparkasse Südholstein, am 1. August 2005 fusionierten
  1. Stadtsparkasse Neumünster, Neumünster
  2. Kreissparkasse Südholstein, 2003 fusionierten
    1. Kreissparkasse Pinneberg, Pinneberg
    2. Kreissparkasse Segeberg, Bad Segeberg
10. Stadtsparkasse Wedel, Wedel
11. Sparkasse Westholstein, am 1. Juli 2003 fusionierten
  1. Alte Marner Sparkasse/Dithmarscher Kommunalbank, Marne
  2. Sparkasse in Steinburg, am 1. Juli 1994 fusionierten
    1. Sparkasse Glückstadt-Krempe, 1990 fusionierten
      1. Sparkasse Glückstadt, Glückstadt
      2. Verbandssparkasse Krempe, Krempe

    2. Sparkasse Itzehoe, Itzehoe
    3. Sparkasse Horst, Horst, am 1. Juli 1996 aufgenommen
    4. Sparkasse Kellinghusen, Kellinghusen, am 1. Juli 2001 aufgenommen
    5. Verbandssparkasse Wilster, Wilster, am 1. April 2003 aufgenommen

  3. Verbandssparkasse Meldorf, Meldorf, am 1. Juli 2008 aufgenommen
    1. Sparkasse der Kirchspielslandgemeinde Albersdorf, Albersdorf, aufgenommen

  4. Landsparkasse Schenefeld, Schenefeld, am 1. Juli 2011 aufgenommen

### Thüringen
1. Sparkasse Altenburger Land, 1993 fusionierten
  1. Kreissparkasse Altenburg, Altenburg
  2. Kreissparkasse Schmölln, Schmölln
2. Sparkasse Arnstadt-Ilmenau, am 15. Juni 1994 fusionierten
  1. Kreissparkasse Arnstadt, Arnstadt
  2. Kreissparkasse Ilmenau, Ilmenau
3. Kreissparkasse Eichsfeld, am 1. Januar 1995 fusionierten
  1. Kreissparkasse Heiligenstadt, Heilbad Heiligenstadt
  2. Kreissparkasse Worbis, Leinefelde-Worbis
4. Sparkasse Gera-Greiz, am 1. März 1995 fusionierten
  1. Stadt- und Kreissparkasse Gera, Gera
  2. Kreissparkasse Greiz-Zeulenroda, am 1. März 1994 fusionierten
    1. Kreissparkasse Greiz, Greiz
    2. Kreissparkasse Zeulenroda, Zeulenroda
5. Kreissparkasse Gotha, Gotha
6. Kreissparkasse Hildburghausen, Hildburghausen
7. Sparkasse Jena-Saale-Holzland, am 1. Februar 1995 fusionierten
  1. Kreissparkasse Eisenberg, Eisenberg
  2. Stadt- und Kreissparkasse Jena, Jena
  3. Kreissparkasse Stadtroda, Stadtroda
8. Kyffhäusersparkasse Artern-Sondershausen, am 1. Januar 1994 fusionierten
  1. Kreissparkasse Artern, Artern
  2. Kreissparkasse Sondershausen, Sondershausen
9. Sparkasse Mittelthüringen, am 1. Mai 2003 fusionierten
  1. Sparkasse Erfurt, Erfurt
  2. Kreissparkasse Sömmerda, Sömmerda
  3. Sparkasse Weimar, am 15. Februar 1994 fusionierten
    1. Kreissparkasse Apolda, Apolda
    2. Stadt- und Kreissparkasse Weimar, Weimar
10. Kreissparkasse Nordhausen, Nordhausen
11. Rhön-Rennsteig-Sparkasse, am 1. Januar 1995 fusionierten
  1. Kreissparkasse Meiningen, Meiningen
  2. Kreissparkasse Schmalkalden, Schmalkalden
  3. Sparkasse Suhl, Suhl
12. Kreissparkasse Saale-Orla, am 1. Januar 1995 fusionierten
  1. Kreissparkasse Lobenstein, Bad Lobenstein
  2. Kreissparkasse Pößneck, Pößneck
  3. Kreissparkasse Schleiz, Schleiz
13. Kreissparkasse Saalfeld-Rudolstadt, am 1. Januar 1995 fusionierten
  1. Kreissparkasse Rudolstadt, Rudolstadt
  2. Kreissparkasse Saalfeld, Saalfeld/Saale
14. Sparkasse Sonneberg, es fusionierten
  1. Kreissparkasse Neuhaus am Rennweg, Neuhaus am Rennweg
  2. Kreissparkasse Sonneberg, Sonneberg
15. Sparkasse Unstrut-Hainich, 1993 fusionierten
  1. Kreissparkasse Bad Langensalza, Bad Langensalza
  2. Kreissparkasse Mühlhausen, Mühlhausen
16. Wartburg-Sparkasse, am 1. Januar 1995 fusionierten
  1. Kreissparkasse Bad Salzungen, Bad Salzungen
  2. Kreissparkasse Eisenach, Eisenach